# Потери в Первой мировой войне

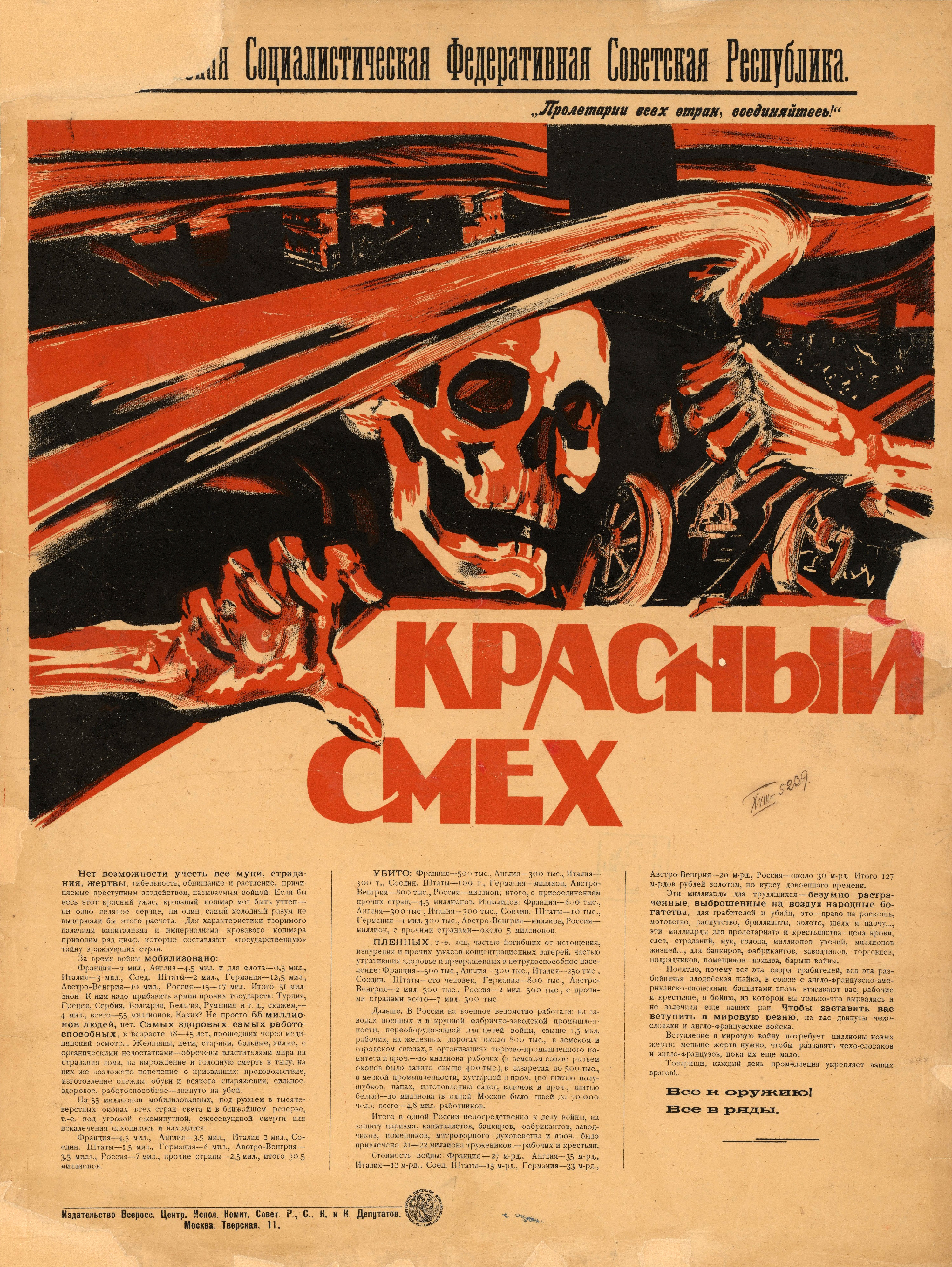
Советский агитплакат о потерях, пленных и расходах Первой мировой войны

Поте́ри в Пе́рвой мирово́й войне́ — как безвозвратные, так и демографические потери в результате данного военного конфликта.

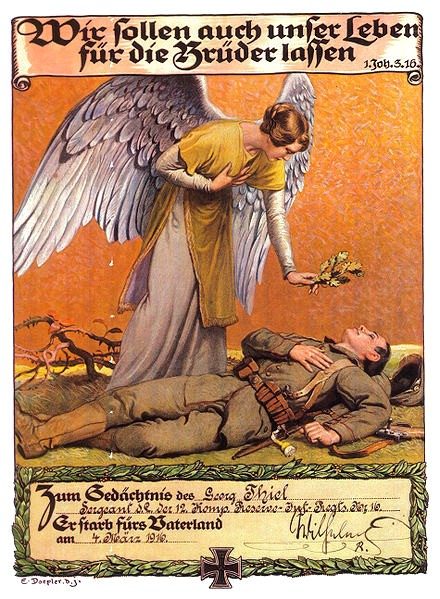
"Памятная открытка для родственников павших немецких героев"
Бланк с цветной литографией Эмиля Дёплера для выдачи родственникам погибших солдат, Германия

## Потери Центральных держав

### Австро-Венгрия
Австро-Венгрия понесла огромные потери в Первой мировой войне, как военные, так и гражданские, точный подсчёт которых затруднён из-за распада империи и отсутствия сотрудничества между государствами-преемниками. Оценки потерь вооружённых сил колеблются от 1,1 до 1,2 миллиона погибших (не считая умерших в плену). Дополнительно к этому, около 450 000 австро-венгерских военнопленных умерли в плену, преимущественно в России. Прямые потери гражданского населения включают погибших в зонах боевых действий (особенно в Галиции), казнённых австро-венгерской армией (десятки тысяч), а также гражданских лиц, служивших в армии. Число косвенных потерь гражданского населения, вызванных голодом, холодом и болезнями (не считая «испанского гриппа»), оценить точно невозможно. По приблизительным подсчётам, основанным на данных о смертности в различных регионах империи, без учёта жертв «испанки», число косвенных гражданских потерь составляет около 465 000 человек. Пандемия «испанского гриппа» в конце 1918 года привела к резкому росту смертности, вызвав, по оценкам, ещё около 260 000 смертей. Таким образом, общие потери Австро-Венгрии (военные без учёта пленных, гражданские прямые и косвенные, включая «испанку») оцениваются примерно в 1,925 миллиона человек, а с учётом умерших в плену – около 2,4 миллиона.
Историк С. В. Волков привёл данные, что доля мобилизованных в Австро-Венгрии к общему числу мужчин в возрасте 15—49 лет составила 74 %, при этом на каждую тысячу мобилизованных пришлось 122 убитых и умерших, соответственно на каждую тысячу мужчин в возрасте 15—49 лет Австрия потеряла 90 человек, а потери в пересчёте на каждую тысячу жителей Австро-Венгерской империи составили 18 человек.

### Болгария
Точные данные о потерях вооружённых сил Болгарии неизвестны и колеблются в довольно широких пределах. По одним данным потери болгарской стороны составили 75 844 погибших и умерших от ран, 152 390 раненых и около 25 000 умерших по небоевым причинам. По другим данным, в болгарской армии 48 917 человек было убито, 13 198 умерли от ран и таким образом потери Болгарии составили около 62 000 человек погибшими.

### Германская Империя

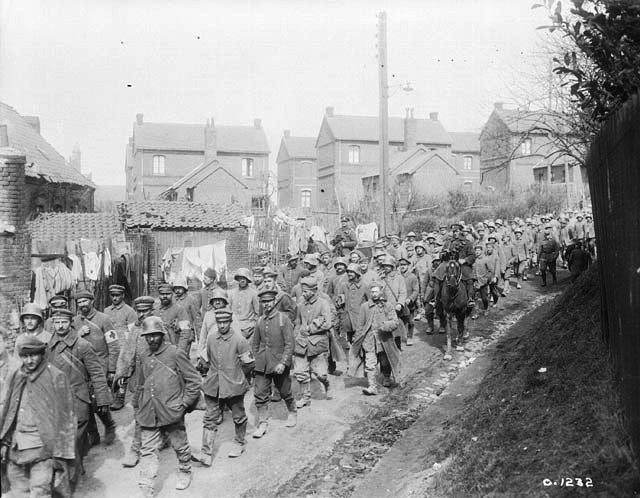
Германские пленные, захваченные под Вими-Рижем.

Германия понесла колоссальные потери в Первой мировой войне, ставшие военной, демографической и социальной катастрофой. По наиболее точным современным оценкам, погибло около 2 037 000 немецких военнослужащих, что составляет примерно 15% от 13 миллионов мобилизованных. Среди мужчин, родившихся между 1880 и 1899 годами, погибло около 13%. Ежемесячно немецкие войска теряли в среднем около 3% своего состава. Наибольшие потери пришлись на 1914 год (особенно сентябрь) и весеннее наступление Людендорфа 1918 года. Основной причиной гибели солдат был артиллерийский огонь. Офицерский корпус, особенно младшие офицеры и кадровые офицеры довоенного времени, понёс непропорционально высокие потери. Помимо военных потерь, около 763 000 немецких гражданских лиц погибли из-за последствий блокады союзников, и ещё 150 000 – от «испанского гриппа». Общие потери Германии (военные и гражданские) приближаются к 3 миллионам человек. Война привела к демографическому кризису, огромному числу инвалидов, вдов и сирот, что стало тяжёлым временем для Веймарской республики. Массовая гибель людей и неспособность общества адекватно осмыслить и пережить эту трагедию оказали глубокое влияние на культуру, политику и общественное сознание Германии в межвоенный период.
Историк Волков привёл данные, что доля мобилизованных Германии к общему числу мужчин в возрасте 15—49 лет составила 81 %, при этом на каждую тысячу мобилизованных пришлось 77 убитых и умерших, соответственно на каждую тысячу мужчин в возрасте 15—49 лет Германия потеряла более 62 человек, а потери в пересчёте на каждую тысячу жителей Германии составили более 15 человек.

### Османская Империя

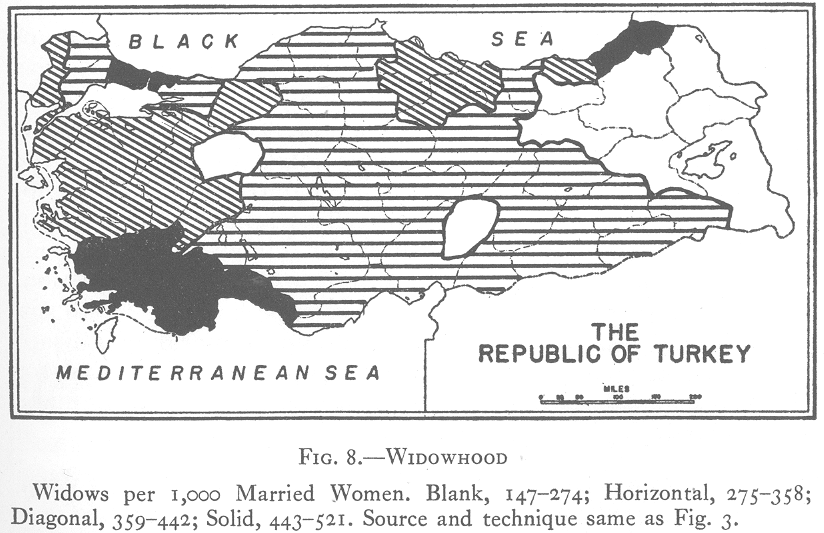
Карта распределения вдов в Турции в 1927 году

Основываясь на анализе данных Османского архива, Эдвард Эриксон оценил потери Османской армии в исследовании «Приказано умирать: история Османской армии в Первой мировой войне». По его подсчетам общее число погибших составило 771 844 человек (из них 243 598 убитых, 61 487 пропавших без вести и 466 759 случаев смерти из-за болезней). Число раненых составило 763 753 человека и военнопленных — 145 104 человека.

#### Катар
Катар на момент Первой мировой войны находился под османским сюзеренитетом, его суверенитет ограничивался нахождением в нём небольшого османского гарнизона. Постепенно, к августу 1915 году османский гарнизон полностью дезертировал.

## Потери антигерманской коалиции

### Австралия
Австралия, направившая на Первую мировую войну Австралийские имперские силы (АИС), понесла значительно большие потери, чем указывается в официальных данных. Новейшие исследования, основанные на анализе более 9600 индивидуальных дел военнослужащих, показывают, что общее число госпитализаций (включая ранения, травмы и болезни) превысило 750 000, что в пять раз больше официально признанного числа раненых. Официальная цифра в 416 809 человек, записавшихся добровольцами, также завышена; более реалистичная оценка – около 379 000. Число фактически отправившихся на фронт – 318 100 человек. Число погибших, согласно исследованию, составляет 62 300 (± 400) человек, что несколько выше официальных данных. При этом значительное число случаев «снарядного шока» не учитывалось в официальной статистике ранений, а рассматривалось как болезнь. Венерические заболевания также стали серьёзной проблемой, вызвав 70 000 госпитализаций. После войны, по меньшей мере, ещё 8000 австралийских ветеранов преждевременно скончались от последствий ранений, болезней и самоубийств. Исследование показывает, что лишь около 3% (11 000 человек) из тех, кто служил за границей, возможно, не получили физических или психологических травм. Таким образом, реальные потери Австралии, как физические, так и психологические, были значительно выше, чем принято считать.

### Бельгия

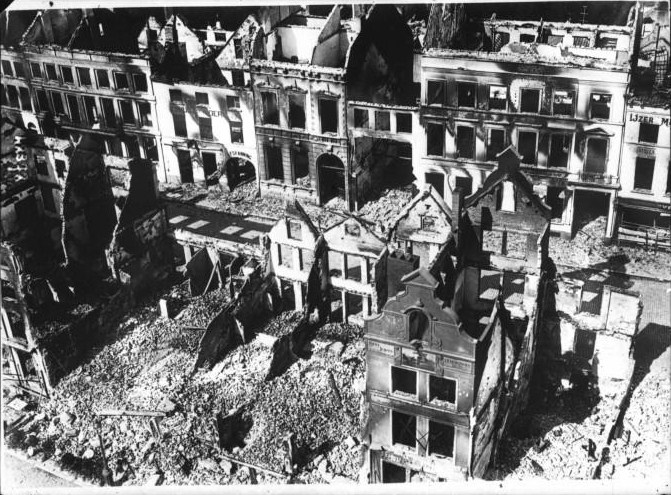
Разбомбленный Дендермонде

По данным советского исследователя Бориса Урланиса, потери бельгийской армии во время Первой мировой войны составили 58 637 убитых, пропавших без вести и умерших от ран. По данным бельгийского правительства, опубликованным в 1922, году потери Бельгии в войне составили: 26 338 убитыми, умершими от ран и несчастных случаев, а также 14 029 умершими от болезней и пропавшими без вести. В Африке бельгийские потери составили 18 270 человек погибшими. Общие потери в войне составили 58 637 человек. По данным военного департамента Великобритании Бельгия потеряла 13 716 убитыми и 24 456 пропавшими без вести на 11 ноября 1918 года. Однако в самом докладе говорится, что «эти цифры являются приблизительными и неполными». В ходе войны 62 000 гражданских лиц в Бельгии умерли от нехватки продовольствия и вследствие тяжёлых условий немецкого оккупационного режима. 30 000 бельгийцев умерло от испанского гриппа.
По данным российского журналиста Вадима Эрлихмана, в ходе боевых действий в Африке бельгийские колониальные войска потеряли погибшими около 5000 человек, а погибшие гражданские лица в Бельгийском Конго, из-за трудностей, связанных с войной насчитывали до 150 000 человек.

### Бразилия

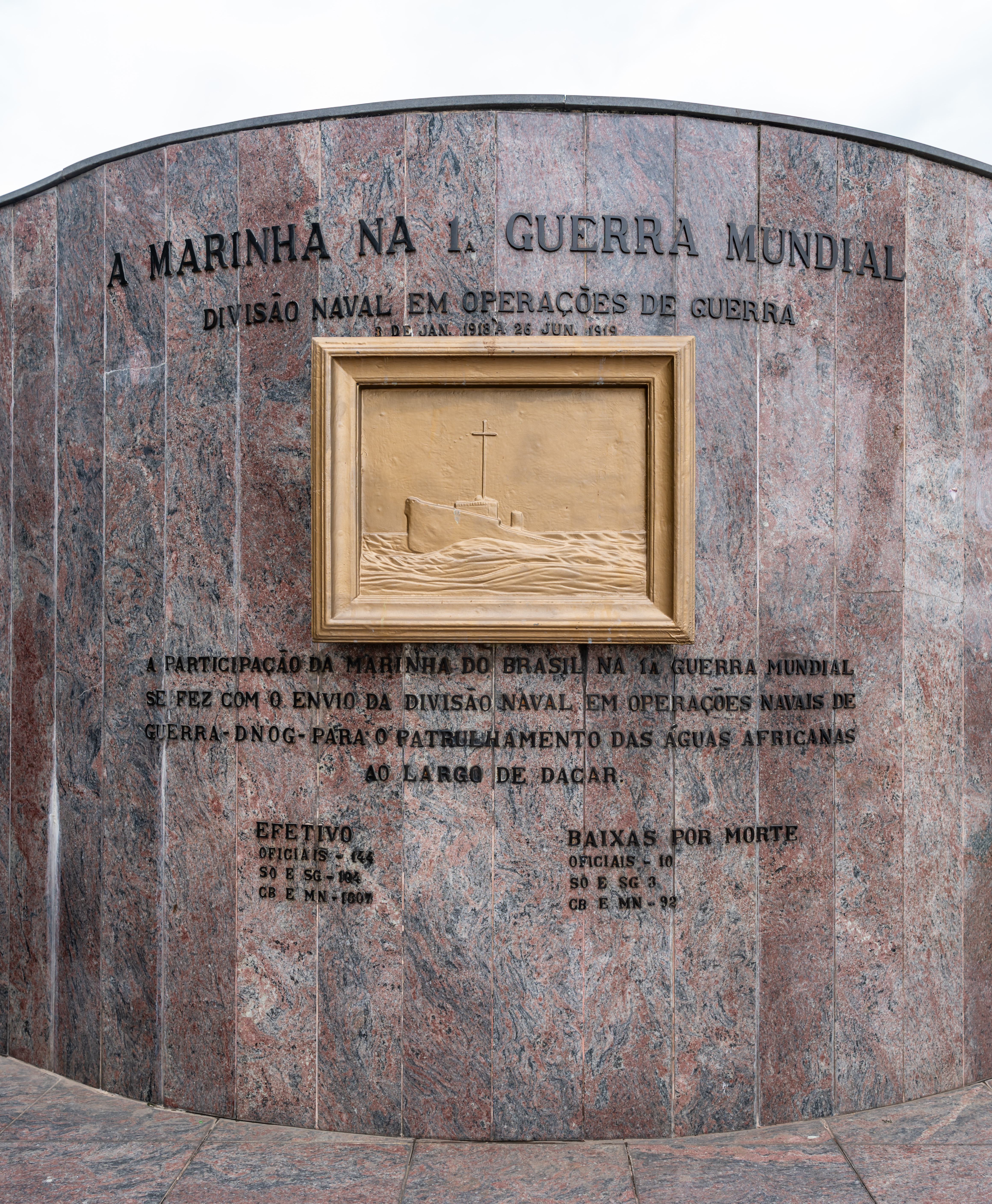
Памятник бразильским морякам, участвовавшим в Первой мировой войне.

Как минимум 165 бразильских военнослужащих погибли во время Первой мировой войны. Основные потери Бразилии были среди Бразильской военно-морской дивизии, отправленной в Гибралтар, потери которой составили 158 моряков из-за испанского гриппа. Пятеро бразильских летчиков погибли: четверо в бою и один в результате несчастного случая. Из-за гриппа погибли 4 члена бразильской медицинской миссии, ещё шестнадцать других бразильских врачей заболело, но смогло выздороветь. Известно, что среди бразильских добровольцев во Франции погибло 15 бразильцев. Помимо этого, в начале 1918 года в Европу была отправлена Бразильская военная миссия в составе 26 офицеров под командованием генерала Наполеана Фелиппе Аше. Некоторые офицеры миссии принимали непосредственное участие в боевых действиях на Западном фронте в составе французской армии в ходе «Стодневного наступления» (август-ноябрь 1918 года). Известно, что майор Тертулиано Потигуара, служивший в 30-м батальоне альпийских стрелков, был ранен 1 октября 1918 года в бою у Сен-Кантена. Кроме того, немецкие подлодки потопили 8 бразильских торговых судов, (23 851 валовая тонна), и немцами было захвачено небольшое количество военнопленных. 

### Великобритания

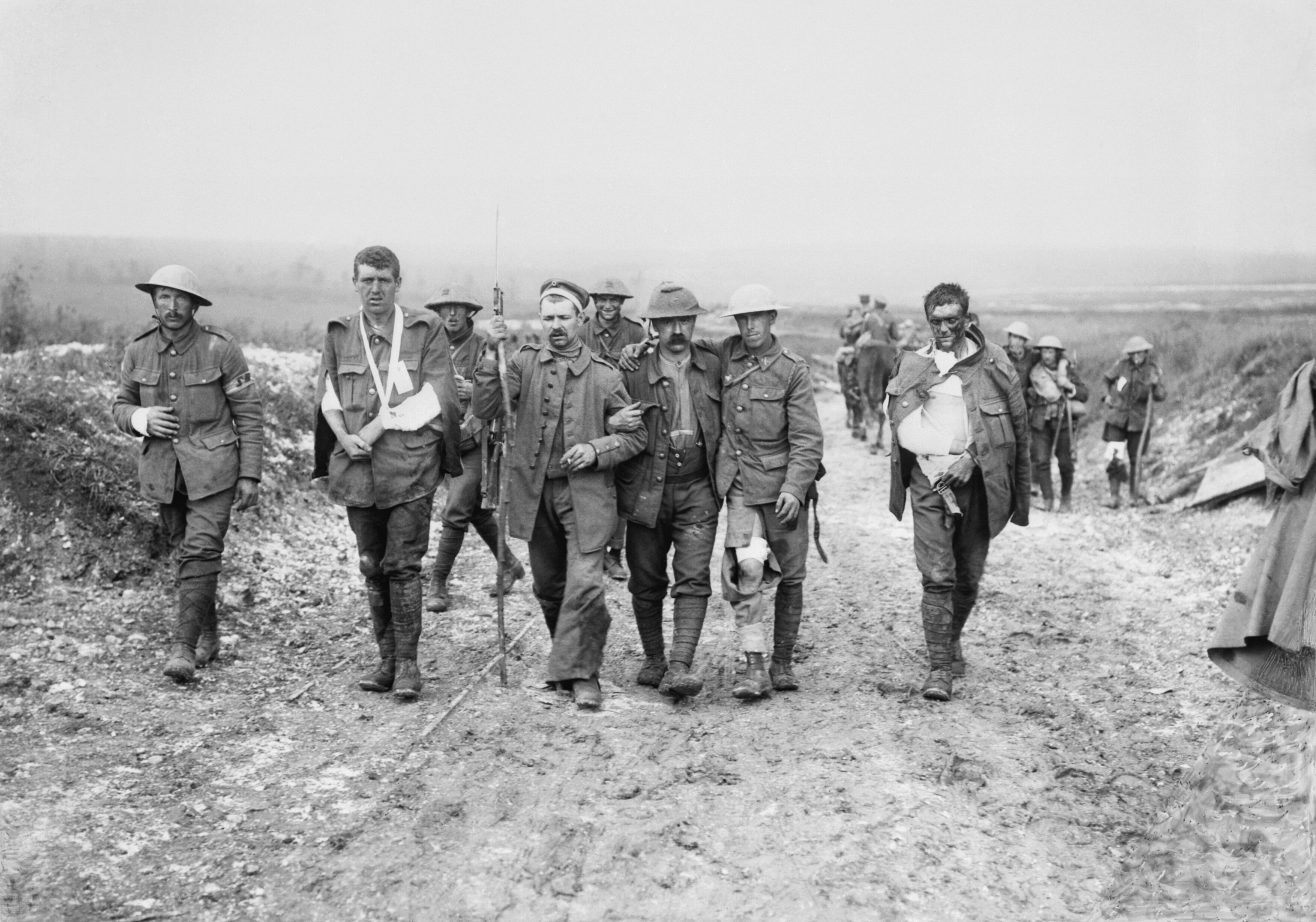
Битва на Сомме. Немецкий военнопленный помогает раненым британским солдатам добраться до перевязочного пункта. 19 июля 1916 года

В течение 1915 года немецкие подводные лодки потопили 227 британских кораблей (885 721 валовая тонна). Пояс британских кладбищ, проходивший от Северного моря до Соммы и далее, представляет собой идеализированный мемориал всем тем, чья смерть в полях сражений Великой войны ничем не отмечена. Тела свыше 500 тысяч британских солдат так никогда и не были обнаружены, а если и были найдены, идентифицировать их было невозможно. Английская экономика понесла самые большие убытки в первую мировую войну — 24,1 миллиардов долларов или более 34 % от национального богатства.
Историк Волков привёл данные, что доля мобилизованных в Великобритании к общему числу мужчин в возрасте 15—49 лет составила 50 %, при этом на каждую тысячу мобилизованных пришлось 125 убитых и умерших, соответственно на каждую тысячу мужчин в возрасте 15—49 лет Великобритания потеряла 61 человека, а потери в пересчёте на каждую тысячу жителей Великобритании составили 16 человек.

#### Британская Индия

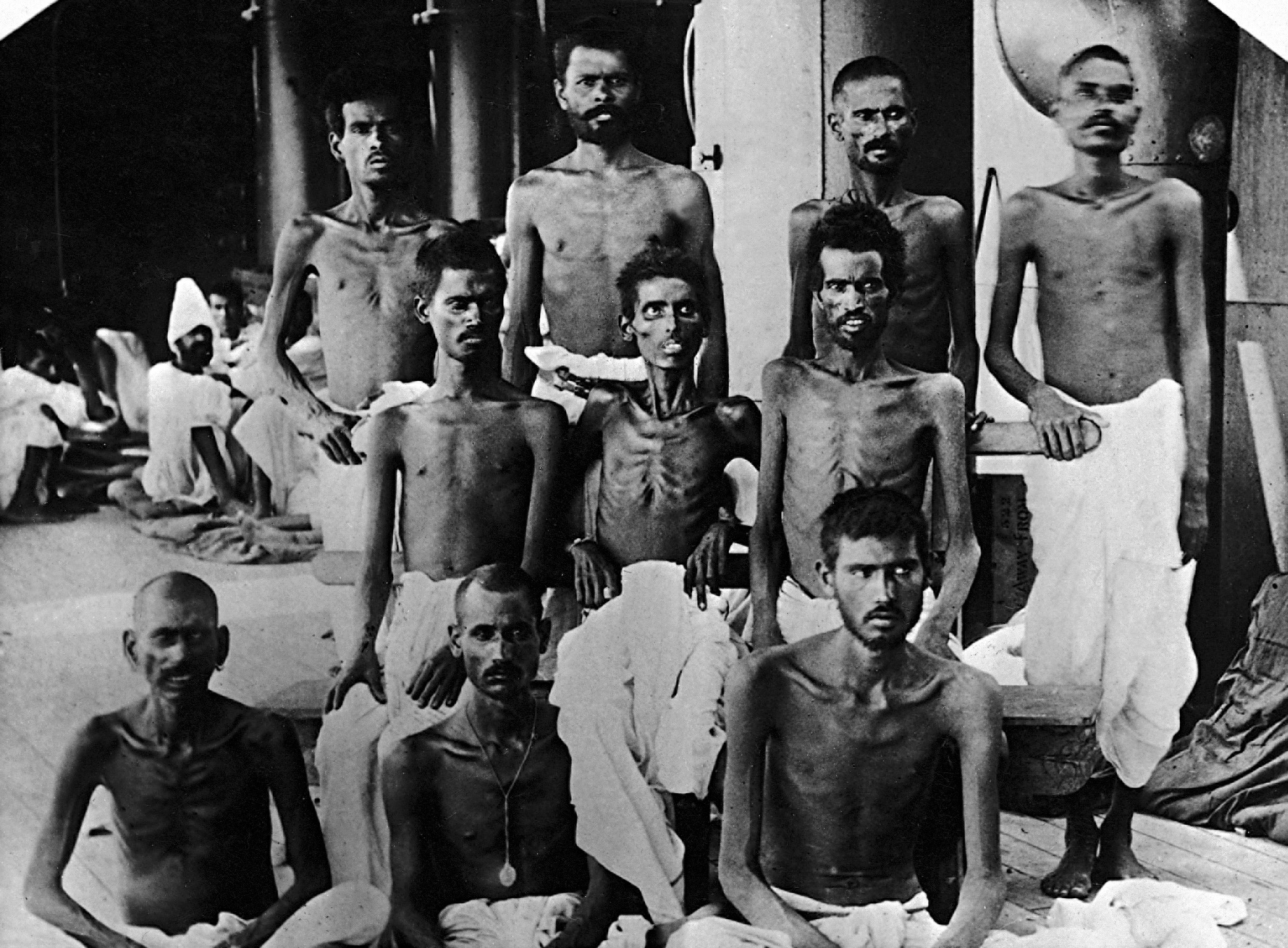
Солдаты индийской армии после осады Эль-Кута

Индия, являвшаяся частью Британской империи, внесла огромный вклад в Первую мировую войну, предоставив около 1,5 миллиона человек для службы в Индийской армии. Более миллиона индийских солдат были отправлены на фронты в Европу, Африку и на Ближний Восток. Точное число потерь Индийской армии остаётся предметом дискуссий, но, по официальным данным 1922 года, погибло 53 486 человек, 64 350 было ранено и 2937 пропало без вести. Однако другие источники дают иные, порой меньшие цифры, а некоторые исследователи полагают, что реальные потери были выше. Больше всего потерь Индийская армия понесла в Месопотамии, но относительно числа задействованных войск, самым «смертоносным» театром военных действий стала Франция. Потери несли как комбатанты, так и небоевой персонал. Медицинское обслуживание индийских солдат в Европе было на высоком уровне, но в Месопотамии оно было катастрофически плохим, что привело к большому числу смертей от болезней и заражений. Пандемия «испанского гриппа» 1918-1919 годов унесла жизни миллионов людей в Индии, но её влияние именно на потери Индийской армии требует дальнейшего изучения. Память об индийских солдатах, погибших на войне, увековечена в мемориалах, однако в некоторых случаях (например, на Басрийском мемориале) проявилась дискриминация: рядовые индийские солдаты остались безымянными, в то время как имена британских солдат и индийских офицеров были высечены на камне.

### Гаити
24 марта 1917 года немцы потопили французский пароход «Montreal», убив восемь гаитянских граждан (пять членов экипажа и три пассажира) на его борту. Несколько гаитянцев служили добровольцами во французской армии в Европе, потери среди них неизвестны.

### Гватемала
Известно о небольшом количестве добровольцев из Гватемалы, сражавшихся на стороне стран Антанты. Некоторые из них не вернулись с войны. Точных данных об их потерях нет.

### Гондурас
Гондурас понес некоторые потери из-за подводной войны Германии. В мае 1917 года были распространены слухи о том, что гондурасское торговое судно было потоплено немецким рейдером на пути из Ла-Сейбы в Новый Орлеан, что не соответствует действительности. Война негативно сказалась на экономике Гондураса: упали цены на бананы (основной экспортный товар), сократился общий объём внешней торговли, возник дефицит импортных товаров и инфляция, сократились доходы государства от таможенных пошлин. Некоторое количество гондурасцев служило добровольцами в армиях союзников, но точных данных об их потерях нет. Гондурас предъявлял Германии требования о репарациях на Парижской мирной конференции за понесённые потери.

### Греция
Греция вступила в Первую мировую войну на стороне Антанты в конце 1916 года, и её участие было относительно ограниченным по времени. Цифры потерь Греции колеблются по различным источникам от 7 тыс. до 15 тыс. убитых. Потери греческой армии, по данным, приводимым Жаном Бюжаком, составили 8467 убитых солдат и офицеров во Фракии и Македонии. Кроме того, свыше 3000 человек числились пропавшими без вести. Учитывая, что часть пропавших без вести, вероятно, погибла, Б.Ц. Урланис оценивает общее число убитых греческих военнослужащих в 9000 человек.

### Италия
Италия вступила в Первую мировую войну 24 мая 1915 года и понесла тяжёлые людские потери, как военные, так и гражданские. Точное число погибших военнослужащих остаётся предметом дискуссий, оценки колеблются от 517 000 до 564 000 погибших и пропавших без вести во время войны и от 680 000 до 709 000 с учётом умерших от ран и болезней в последующие годы. Всего было мобилизовано около 5,9 млн человек. Кроме того, было около 950 000 – 1 050 000 раненых (из них 463 000 стали инвалидами), 580 000 – 600 000 пленных и около 2,5 млн заболевших. Смертность среди итальянских военнопленных была чрезвычайно высокой (около 100 000 человек, или 16%), что связывают как с жестоким обращением, так и с отказом итальянского правительства от оказания помощи. Основные боевые потери пришлись на Итальянский фронт, но итальянские войска также несли потери во Франции, Албании, Македонии и Ливии. Среди гражданского населения значительные потери были вызваны морской войной, бомбардировками, а также условиями жизни на оккупированных Австро-Венгрией территориях (около 45,000 смертей). Однако наибольшие потери среди гражданского населения (свыше 532 000 избыточных смертей) были связаны с пандемией «испанского гриппа» 1918-1919 годов. Общие потери Италии, связанные с войной, включая избыточную смертность, оцениваются примерно в 1,250,000 человек.

### Канада
Канада, как доминион Британской империи, понесла значительные потери в Первой мировой войне. Общее число погибших канадцев, служивших в Канадском экспедиционном корпусе (КЭК), Королевском канадском флоте и британской авиации, колеблется от 61 122 до 66 755 человек (в зависимости от источника и даты, до которой учитывались смерти от ран и болезней). В КЭК было призвано 619 636 человек, из них 424 589 служили за границей. Кроме того, 9 499 канадцев служили в Королевском канадском флоте, и около 23 000 – в британской авиации (включая лётный и наземный персонал). Большинство солдат погибли в бою, причём артиллерийский огонь был главной причиной смерти. Болезни, в том числе «испанский грипп», также унесли жизни многих канадцев. Наиболее кровопролитными были битва при Вими (один день, 9 апреля 1917 года, стал самым кровавым) и Стодневное наступление 1918 года. Было ранено 172 950 военнослужащих КЭК и 1130 лётчиков. 4434 человека числятся пропавшими без вести, а 3847 попали в плен. Двадцать пять канадских солдат были расстреляны по приговору военного трибунала.

### Китай

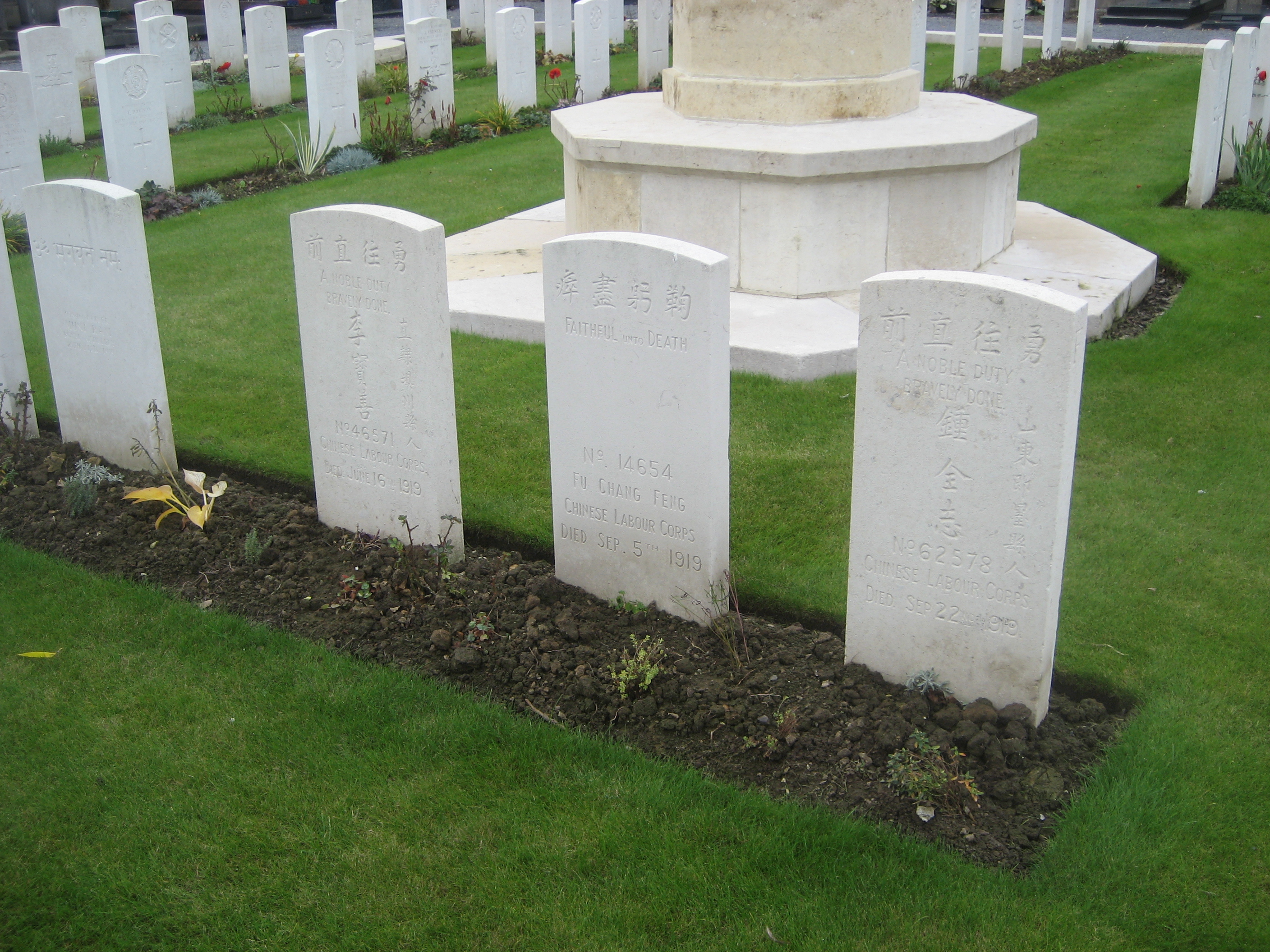
Кладбище китайских рабочих во Франции

Китайская делегация на Парижской мирной конференции заявила, что из-за действий Германии было убито 1968 китайских рабочих на кораблях в море. Во время японской оккупации Цзяо-Чжоу Китай также получил некоторые потери: по оценкам, японские войска убили 97 китайцев и тяжело ранили 28, а также изнасиловали некоторое количество людей. Кроме того, японские подданные убили одного человека и ранили двух.

### Куба
Куба понесла потери в результате действий немецких подводных лодок. 27 октября 1918 года кубинский пароход «Chaparra» (1510 брутто-регистровых тонн), построенный в 1906 году, следовавший из Гаваны в Нью-Йорк с грузом сахара, был потоплен, подорвавшись на мине, установленной немецкой подводной лодкой U-117 в 70 милях к юго-востоку от Барнегата, штат Нью-Джерси (США). В результате потопления погибло 6 членов экипажа.

### Либерия
Единственным боевым эпизодом с участием Либерии стала немецкая бомбардировка Монровии, во время которой немецкая подводная лодка нанесла урон столице. Погибло от четырех до семи мирных жителей. Было потоплено либерийское судно, при этом командир немецкой подводной лодки Герман Герке освободил либерийских военнопленных, взятых с судна. Помимо этого, Либерия предоставляла рабочую силу, и небольшое количество либерийских солдат находилось во Франции, но не участвовало в боях. Возможные потери рабочей силы и либерийских солдат во Франции неизвестны.

### Никарагуа
Никарагуанские войска не участвовали в боевых действиях, поэтому прямых военных потерь страна не понесла, за исключением нескольких добровольцев. Война привела к усилению экономического влияния США и сокращению торговли с Европой, что негативно сказалось на ценах на тропические товары – основу никарагуанского экспорта.

### Новая Зеландия
Новая Зеландия, направившая на Первую мировую войну Новозеландский экспедиционный корпус (НЗЭК), понесла значительные потери. Наиболее точной цифрой для числа новозеландцев, служивших за границей в составе НЗЭК, является 98 950 человек. Из них, по уточнённым данным Министерства обороны, во время войны (с 5 августа 1914 по 12 ноября 1918 года) погибло 16 697 человек. Текущий официальный список погибших, используемый для поминовения, включает 18 058 имён, учитывая смерти от ран и болезней, связанных с войной, до 31 августа 1921 года. Более ранний список 1924 года содержал 18 166 имён (включая умерших до 31 декабря 1923 года). Большинство погибших служили в пехоте. Основными причинами смерти были боевые ранения и болезни. Крупнейшие сражения, в которых участвовал НЗЭК и в которых он понёс наибольшие потери: Галлиполи (2779 погибших), Сомма (2111 погибших), Мессин (837 погибших) и Пашендейл (1796 погибших). Общее число потерь (убитые, раненые, больные, пропавшие без вести, пленные) в документах военного времени составляет 58 014, но это число случаев, а не людей (один человек мог быть ранен несколько раз). Около 501 новозеландца попали в плен. 286 человек были заключены в тюрьму за отказ от военной службы.

### Ньюфаундленд
Ньюфаундленд, в 1914 году являвшийся отдельным доминионом Британской империи, внёс значительный вклад в Первую мировую войну, сформировав Королевский Ньюфаундлендский полк (добровольческий на начальном этапе). Полк был интегрирован в состав британской армии и участвовал в Галлиполийской кампании, а затем в боях на Западном фронте. Из 6277 человек, служивших в полку, 1281 (по другим данным, 1305) погибли, а 2284 были ранены. Кроме того, почти 2000 ньюфаундлендцев служили в Королевском военно-морском резерве Ньюфаундленда, неся службу на различных кораблях и выполняя различные задачи (190 погибших). Не менее 505 ньюфаундлендцев служили в торговом флоте (известно о гибели не менее 115 человек). Около 500 человек служили в Ньюфаундлендском лесном корпусе, а около 175 женщин – медсёстрами и в составе Добровольческого отряда помощи. Более 3000 ньюфаундлендцев служили в Канадском экспедиционном корпусе, а не менее 21 – в Королевском лётном корпусе. Общие потери Ньюфаундленда, особенно в рядах полка, были очень высоки по отношению к малочисленному населению доминиона и оставили глубокий след в его истории и памяти. В Книге Памяти Ньюфаундленда содержится 1656 имен погибших.

### Панама
Панама вступила в Первую мировую войну 7 апреля 1917 года, объявив войну Германской империи, а затем, 10 декабря 1917 года, Австро-Венгрии. Панамские вооружённые силы не принимали непосредственного участия в боевых действиях, роль страны заключалась в сотрудничестве с США в защите Панамского канала от возможных диверсий и шпионажа. Известно об интернировании пяти панамских студентов (Алексиса Линдо, С. Сабло, Луиса Сальвата, Хильберто Солиса и Франсиско Вильяласа) в Германии, в лагере Хольцминден, где они были принуждены к труду.
По оценке историка Джорджа Бейкера, Панама понесла в Первой мировой войне потери, сравнимые с потерями Эквадора. Панама воздержалась от предъявления требований о репарациях Германии на Парижской мирной конференции.

### Перу
5 февраля 1917 года перуанское грузовое судно «Lorton» было саботировано немецкими членами экипажа и потоплено немецкой подводной лодкой SM U-67.

### Португалия

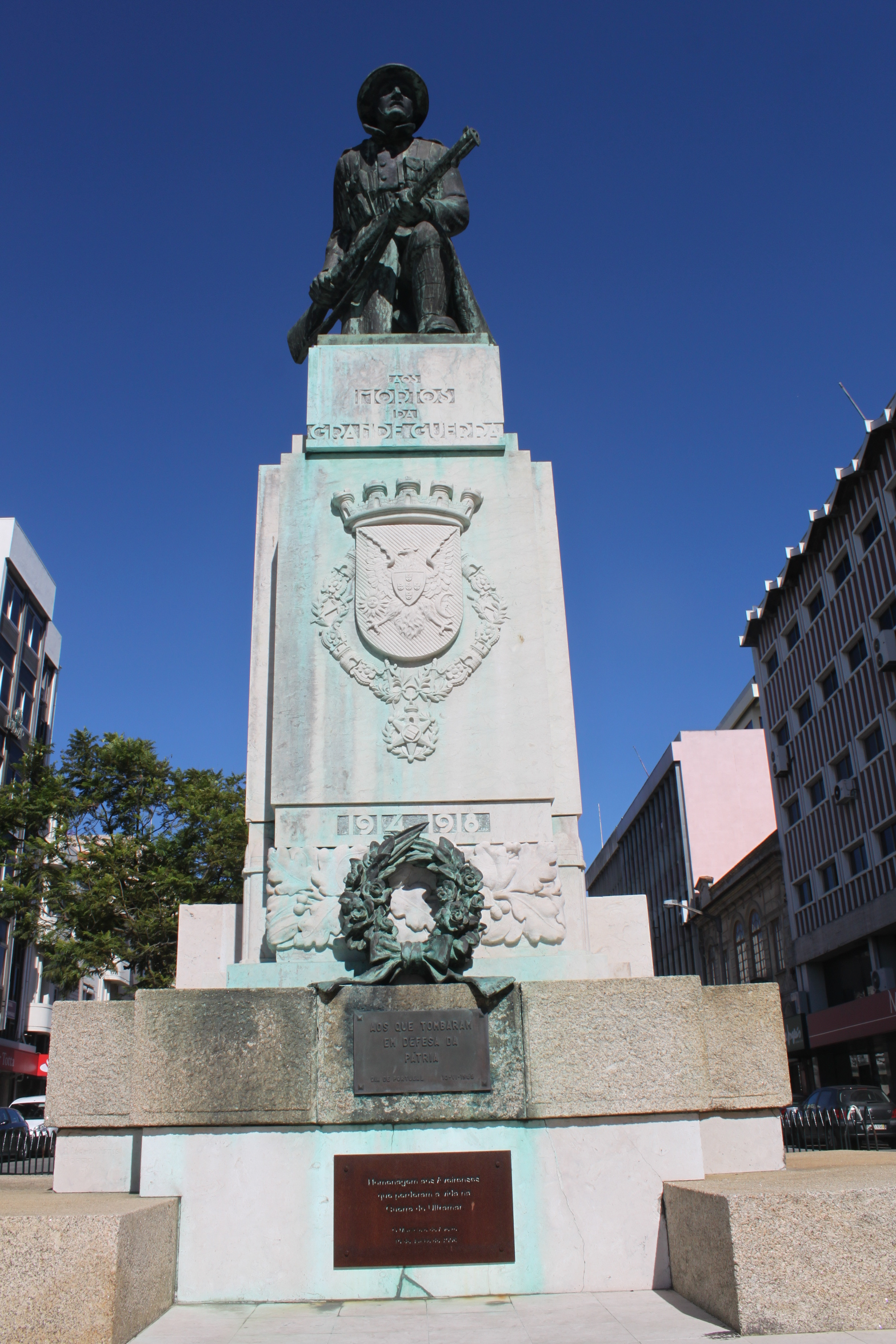
Памятник португальским солдатам

Португалия вступила в Первую мировую войну 9 марта 1916 года, хотя боевые действия с её участием начались ещё в 1914 году в африканских колониях. Португальские войска сражались на Западном фронте во Франции, а также в Анголе и Мозамбике. Потери Португалии включают как военнослужащих (включая колониальные войска), так и гражданских лиц, служивших в армии. Согласно наиболее точным данным, основанным на виртуальном мемориале, подтверждённое число погибших составляет 6232 человека. Из них 2103 погибли во Франции, 589 – в Анголе, 16 – в Кабо-Верде, 3474 – в Мозамбике, 34 – в море, 5 – в Португалии и 11 – в неустановленных местах. Дополнительно к этому, оценивается, что погибло около 2555 носильщиков из числа коренного населения африканских колоний. Таким образом, общее оценочное число погибших составляет 8787 человек. Число раненых оценивается в диапазоне от 5800 до 7700 человек, пропавших без вести – от 5600 до 5900 (в основном, коренные жители Мозамбика, многие из которых, вероятно, дезертировали). Число ставших негодными к военной службе из-за ранений и болезней оценивается в 8900, а число инвалидов войны – в 1579 человек. В отличие от многих других стран-участниц, большая часть португальских потерь пришлась не на Европу, а на африканские колонии, и была вызвана не столько боевыми действиями, сколько болезнями.

#### Португальская Индия
Основным событием, связанным с войной, стало пребывание в порту Мормугао шести немецких и австрийских кораблей, укрывшихся там в начале войны. После вступления Португалии в войну в 1916 году эти корабли были захвачены, а их экипажи интернированы. Прямых человеческих потерь, связанных с войной, неизвестно. Война оказала негативное влияние на экономику колонии, выразившееся в торговом дефиците, инфляции, а также сложностях, связанных с реэкспортом товаров. Также возникли проблемы, связанные с содержанием пленных экипажей захваченных кораблей. 

#### Португальский Макао
Прямых человеческих потерь, связанных с войной, в Макао зафиксировано не было. Война оказала некоторое влияние на экономику колонии, вызвав инфляцию и нехватку товаров, но в целом экономическая и финансовая ситуация оставалась относительно стабильной.

#### Португальский Тимор
Прямых человеческих потерь, связанных с войной, в Португальском Тиморе зафиксировано не было. Основное негативное влияние войны проявилось в нарушении торговых связей из-за сокращения морских перевозок, что привело к экономическим трудностям. 

### Российская империя

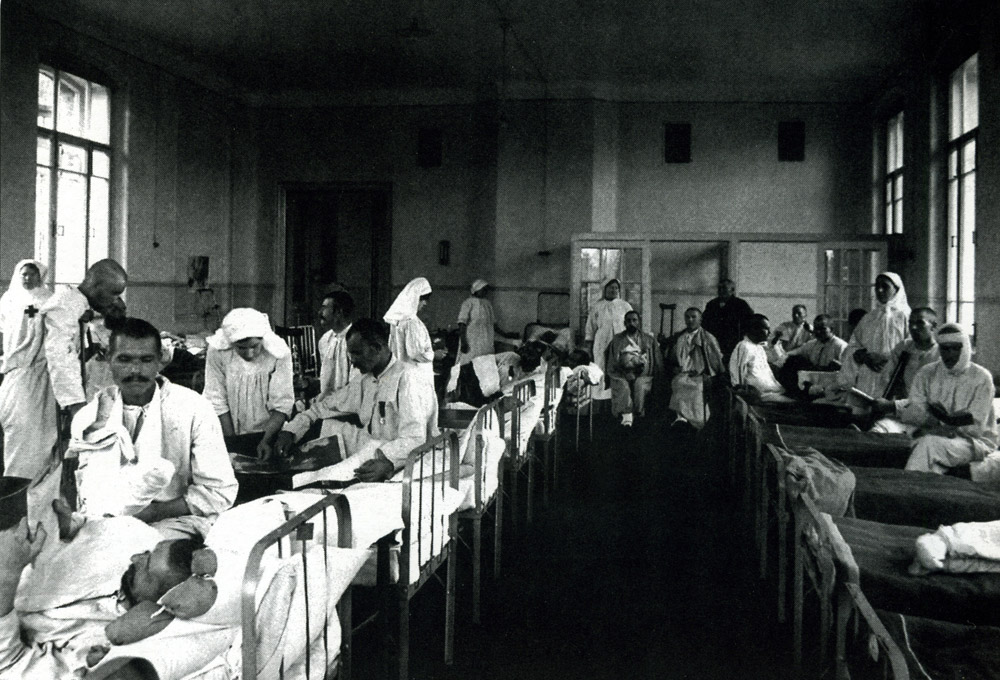
Раненые Первой Мировой. Госпиталь в детской Морозовской больнице, Москва.

Ниже приводятся данные потерь Русской армии в Первой мировой войне по различным источникам (данные Главного управления Генерального штаба Русской армии от 3 октября 1917 года; данные ЦСУ СССР 1925 года; расчёты Н. Н. Головина, опубликованные в 1939 году).
| Источник                              | Погибло солдат и офицеров                                     | Ранено солдат и офицеров | Пленные солдаты и офицеры |
| ------------------------------------- | ------------------------------------------------------------- | ------------------------ | ------------------------- |
| данные ГУ Генерального штаба 3.X.1917 | 511 068 убитых и 264 301 пропавших без вести, всего = 775 369 | 3 223 508                | 2 043 548                 |
| данные ЦСУ СССР, 1925 г.              | 626 440 убитых и 228 828 пропавших без вести, всего = 855 268 | 2 754 202                | 3 409 443                 |
| расчёты Н. Н. Головина, 1939 г.       | 1 300 000                                                     | 3 850 000                | 2 417 000                 |

Но ввиду последующих революционных событий и утраты огромного массива документов, данные о потерях русской армии в войне очень многочисленны и противоречивы. Так, по данным В. Аврамова, за войну число убитых и умерших (за исключением Кавказского фронта) составило 1 411 804 человека, раненых и контуженых — 3 748 669 человек, пораженных боевыми отравляющими веществами — 65 158 человек, заболевшими — 5 069 920 человек. А Е. И. Смирнов утверждал, что только санитарные потери русской армии составили 9 млн человек.
По данным западных источников, к моменту выхода из войны общие потери Русской императорской армии составили 1,7 миллиона убитыми и умершими от ран; 4,95 миллиона ранеными и 2,5 миллиона военнопленными.
Историк Волков привёл данные, что доля мобилизованных в России к общему числу мужчин в возрасте 15—49 лет составила 39 %, при этом на каждую тысячу мобилизованных пришлось 115 убитых и умерших, соответственно на каждую тысячу мужчин в возрасте 15—49 лет Россия потеряла 45 человек, а потери в пересчёте на каждую тысячу жителей России составили 11 человек.
Хотя и относительные потери, и экономические и внутренние проблемы других воюющих стран были тяжелее, чем в России, Россия после 1917 года понесла огромные убытки, которые не были компенсированы в конце войны (хотя человеческие потери, в любом случае, компенсировать было невозможно), поскольку Россия, хотя и воевала три года на стороне выигравшей в итоге войну Антанты, но в начале 1918 года большевистское правительство подписало сепаратный мир на условиях Центральных держав. В частности, согласно мирному договору, Россия должна была выплачивать Германии репарации. После поражения Германии в войне на отторгнутых от России территориях были образованы независимые государства при поддержке Антанты.

### Румыния
Румыния вступила в Первую мировую войну на стороне Антанты в 1916 году и понесла тяжёлые людские и материальные потери. По различным оценкам, потери румынской армии составили от 160 000 до 330 000 убитых и умерших. В феврале 1921 года румынская делегация на Комиссии по репарациям сообщила о приблизительно 300 000 погибших военнослужащих и около 80 000 тяжелораненых. По данным румынского Генштаба на июнь 1919 года, на фронте погибло более 330 000 румынских военных, включая 85 000 офицеров и солдат, а также около 60 000 офицеров получили тяжёлые ранения и 20 000 военных остались инвалидами. Потери среди гражданского населения оцениваются в 430 000—700 000 человек, погибших от болезней, голода и лишений, вызванных войной. Кроме того, отмечается дефицит рождаемости в более чем 400 000 новорожденных в период с 1916 по 1919 год. Общий демографический дефицит составил 14% от довоенного населения Румынии, что ставит страну на третье место по этому показателю после Сербии и России. Материальные потери Румынии оцениваются в 31 миллиард золотых леев.

### Сан-Марино

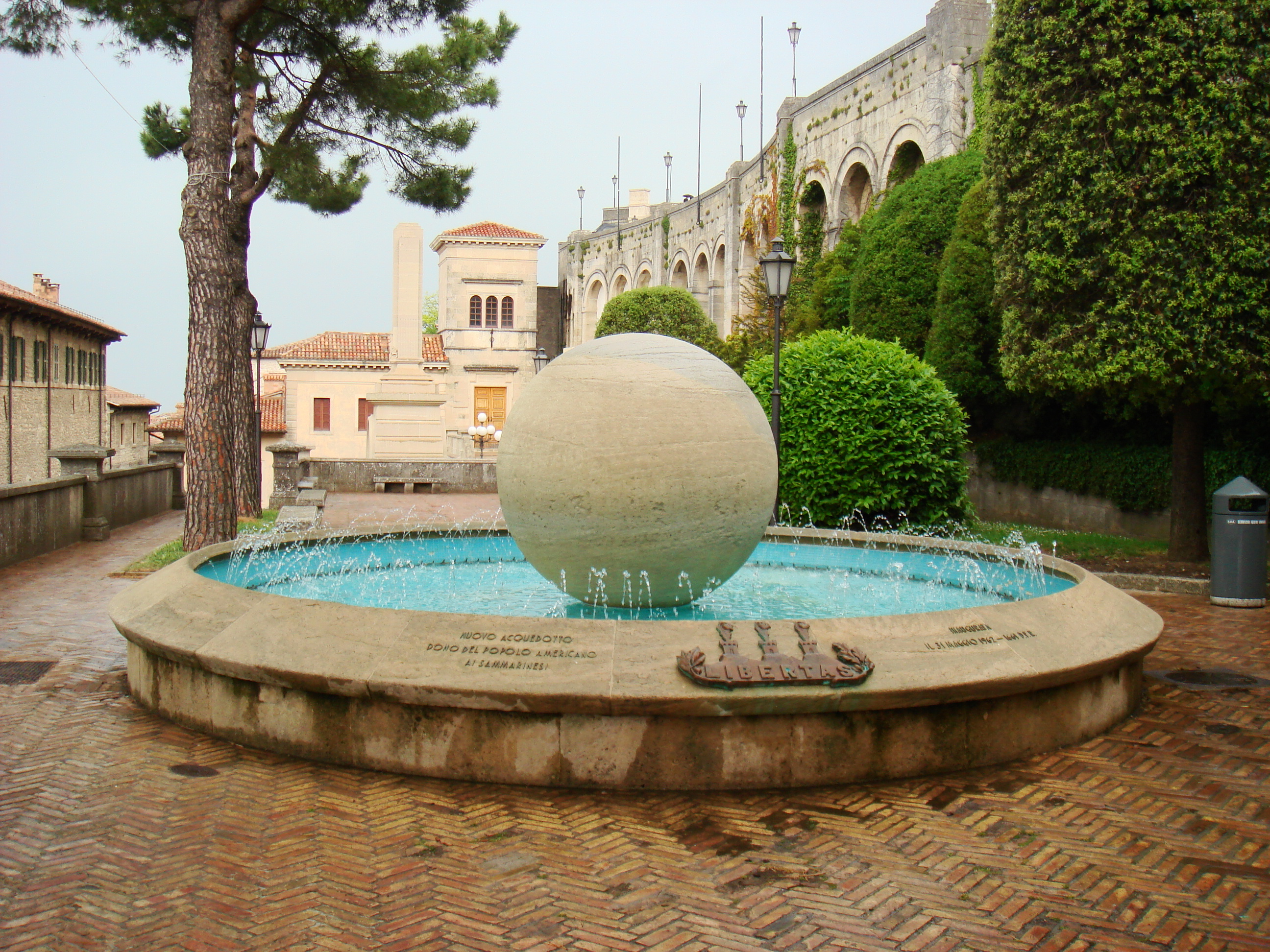
Альтарь добровольцев, памятник, посвященный добровольцам Сан-Марино, которые участвовали и/или погибли в войнах.

Два солдата — Карло Симончини и Сади Серафини — считаются единственными погибшими среди сан-маринских добровольцев. Также Австро-Венгрия интернировала всех граждан Сан-Марино, которые находились на её территории в лагеря для интернированных. Потери среди них неизвестны.

### Сербия

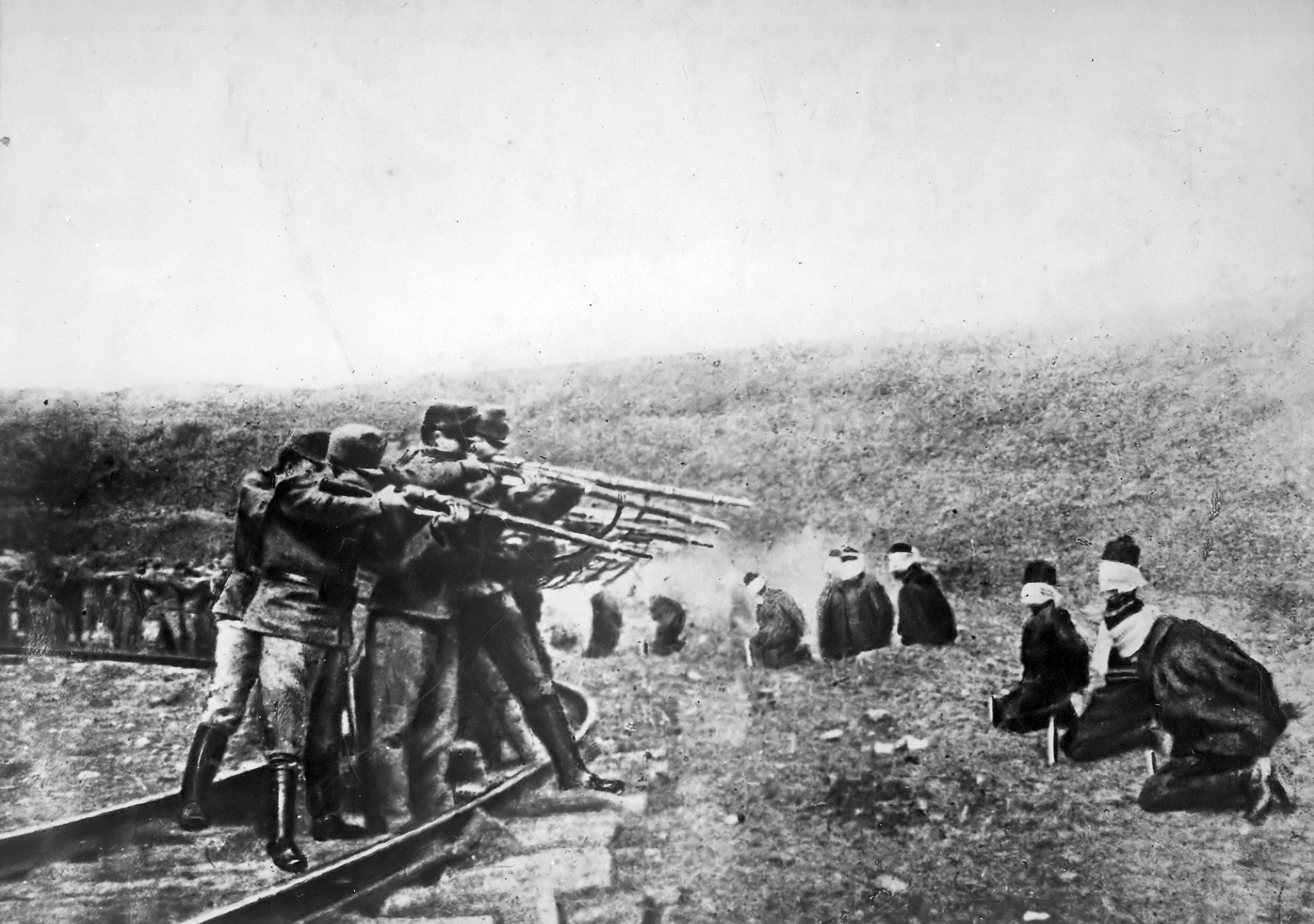
Австрийцы расстреливают сербов, 1917 год

Наиболее катастрофическими потери Первой мировой войны были для Сербии. Сербская армия в течение года, несмотря на острый дефицит обмундирования и боеприпасов, сдерживала превосходящие австрийские войска, не давая им занять территорию страны. После вступления в войну Болгарии судьба Сербии оказалась решённой — её территория была оккупирована, а остатки сербской армии отступили в Грецию. В результате массового голода, эпидемий сыпного тифа и «испанки», репрессий со стороны оккупационных властей погибли более 467 тысяч сербов (10 % всего населения). Сербская армия потеряла убитыми почти четверть всех мобилизованных и сократилась за четыре года войны с 400 до 100 тысяч человек. Всего Сербия за четыре года потеряла шестую часть населения, война оставила в стране более 100 тысяч инвалидов и 500 тысяч детей-сирот. Последствия той демографической катастрофы ощущаются до сих пор.

### Сиам

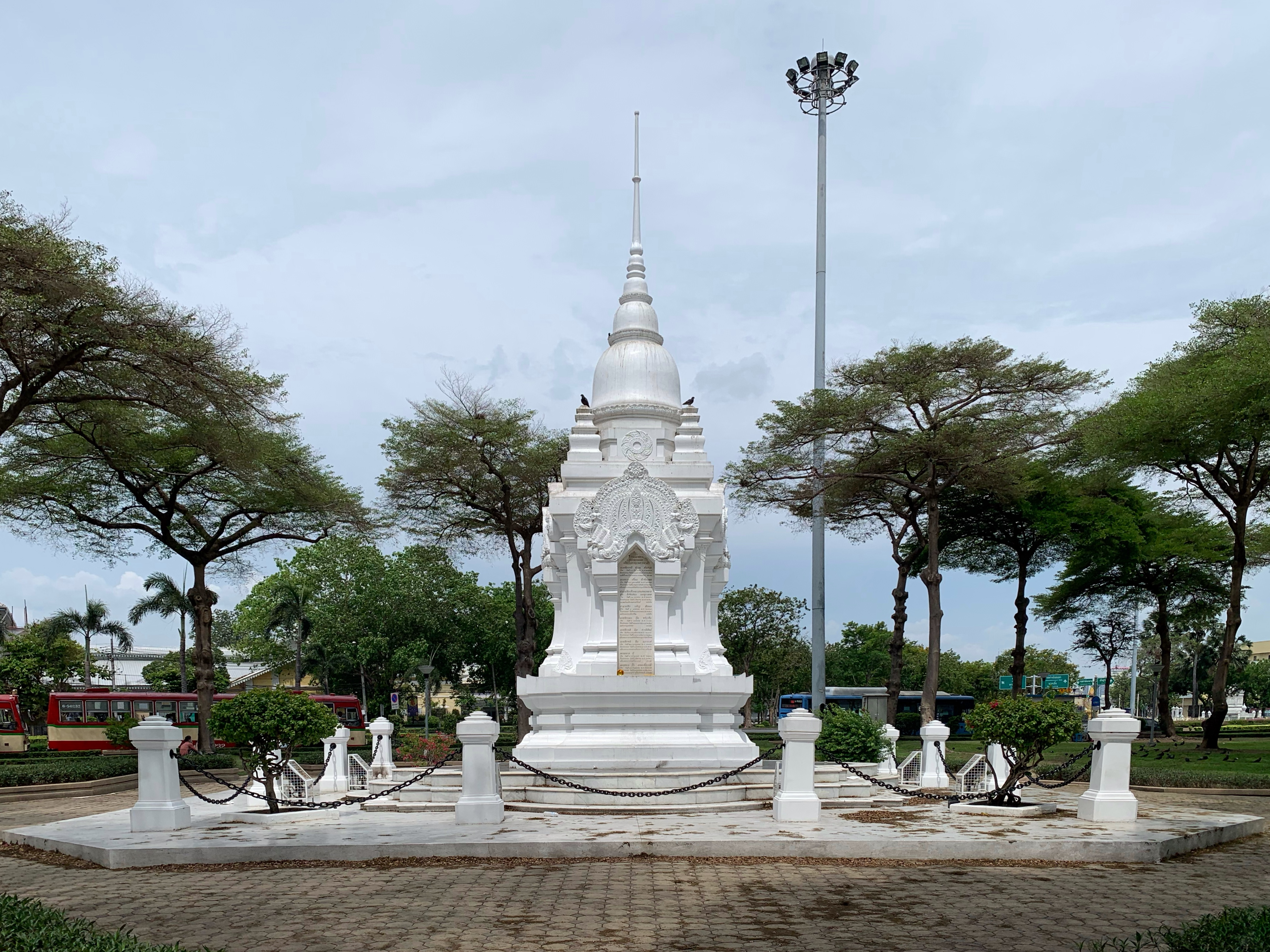
Мемориал тайских добровольцев Первой мировой войны, Бангкок. Памятник посвящен погибшим тайским солдатам.

9 сиамских студентов были интернированы в Германии, среди них погиб один человек. Потери Сиамского экспедиционного корпуса, воевавшего на Западном фронте и участвовавшего в оккупации Германии, составили 19 смертей, половина из них погибла из-за пандемии гриппа, а остальные погибли в результате несчастных случаев. Никто из сиамских солдат не погиб от огня противника или других боевых ранений.

### США
Потери США в Первой мировой войне были относительно невелики по сравнению с другими участниками конфликта: 116 516 погибших и около 320 000 раненых и больных из 4,7 миллиона военнослужащих. США потеряли больше людей от болезней (63 114 человек), главным образом из-за пандемии испанского гриппа 1918 года, чем в бою (53 402 человека). Две трети всех американских потерь пришлись на последние три месяца войны. Расстояние защитило американских гражданских лиц, потери которых составили 128 человек на «Лузитании» и 629 членов торгового флота. Американские военные медики смогли применить знания, полученные европейскими врачами ранее, для смягчения потерь от химического оружия, контузий («снарядного шока») и инфицированных ран. Значительное число военнослужащих (около 300 000) вернулось домой с различными заболеваниями и инвалидностью, что потребовало длительного лечения и реабилитации. Реакция американского общества на военные потери привела к формированию новых отношений между правительством, военнослужащими и медицинскими учреждениями страны, а также к расширению государственных программ поддержки ветеранов.
В результате действий немецких подводных лодок было потоплено 144 американских судна общим тоннажем 393 547 тонн, и ещё 28 судов общим тоннажем 158 496 тонн получили повреждения. Среди погибших судов были как крупные пароходы, так и небольшие рыболовные суда, а также военные корабли, включая эсминец «Jacob Jones» и крейсер «San Diego».

#### Аляска
Аляска, являвшаяся инкорпорированной организованной территорией США, испытала значительное влияние Первой мировой войны, несмотря на то, что не была зоной боевых действий. После вступления США в войну в 1917 году более 10 000 жителей Аляски записались добровольцами, но только около 2200 были приняты на службу. Из-за непродолжительного участия США в войне лишь немногие из этих солдат участвовали в боях в Европе. Известно, что около 85 военнослужащих с Аляски погибли во время войны: двое в результате боевых ранений, а остальные (примерно 83) — от болезней, главным образом от гриппа («испанки») или пневмонии, вызванной гриппом. Пандемия «испанского гриппа» 1918-1919 годов унесла жизни тысяч жителей Аляски, как в самой Территории, так и за её пределами, и стала самой значительной потерей. Война оказала крайне негативное влияние на экономику Аляски. Добыча золота сократилась почти вдвое. Рыболовство и добыча меди, испытав кратковременный бум в начале войны, испытали резкий спад после её окончания. Общий объём торговли на Аляске сократился на 50% после войны. Белое население территории сократилось на 50% в период с 1916 по 1918 год, а общее население сократилось на 14% с 1910 по 1920 год. Многие жители покинули Аляску. Первая мировая война, по сути, положила конец «золотой лихорадке» и привела к длительной экономической стагнации. Коренные жители Аляски и другие этнические меньшинства подвергались дискриминации при призыве на военную службу.

#### Гуам
Гуам испытал косвенное влияние войны. Сотни жителей Гуама (чаморро) вызвались добровольцами для участия в войне на стороне США, но их предложение было отклонено, поэтому потерь среди военнослужащих с Гуама, отправленных на фронт, не зафиксировано. Инцидент с затоплением немецкого крейсера SMS Cormoran II в гавани Апра, хотя и привел к гибели семи немецких моряков и интернированию экипажа, не повлек за собой потерь среди населения Гуама. Жители Гуама внесли свой вклад в военные усилия США, купив военные облигации на сумму 75 000 долларов.

#### Филиппины
Филиппины, будучи неинкорпорированной территорией США, не принимали непосредственного участия в боевых действиях Первой мировой войны, однако стремились внести свой вклад в победу союзников. Была сформирована Филиппинская национальная гвардия (PNG), предложенная США для отправки на фронт, но американское правительство не приняло это предложение до окончания войны. Более 180 человек из состава PNG умерли от болезней, не покинув Филиппин.
Тем не менее, филиппинцы, проживавшие в США и Великобритании, вступали в ряды американских и британских вооруженных сил. Около 6000 филиппинцев служили в ВМС США, многие другие – в различных частях армии США, в том числе в составе Американского экспедиционного корпуса во Франции. По меньшей мере, четверо филиппинцев, служивших в британской армии, погибли в боях в Ипре, Галлиполи и на Сомме. Доподлинно известно о 62 погибших филиппинцах, участвовавших в войне на стороне Антанты, включая первого филиппинца, погибшего на Западном фронте, рядового Томаса Клаудио. Некоторое количество филиппинских военнослужащих числятся пропавшими без вести. Филиппины также предоставили США средства на постройку эсминца (USS Rizal) и подводной лодки (не была построена), вносили вклад в экономику, поставляли материалы и продовольствие.

### Уругвай
Согласно общепринятым данным, немецкими подводными лодками было потоплено шесть уругвайских судов: пароходы «Gorizia» (1957 брт, потоплен 30 апреля 1917 года подлодкой UC 61), «Parahyba» (2606 брт, потоплен 19 января 1917 года подлодкой UC 18), «Toro» (1141 брт, потоплен 22 июня 1917 года подлодкой U 39), парусники «La Epoca» (2432 брт, потоплен 29 октября 1917 года подлодкой U 93), «Rosario» (1565 брт, потоплен 3 июня 1917 года подлодкой UC 72), а также кран «Montevideo 488» (потоплен 24 июля 1917 года подлодкой UB 18). Однако, существуют разночтения в источниках относительно точного числа потопленных судов и принадлежности некоторых из них, в частности, парохода «Toro», который аргентинские источники считают своим. Данных о количестве погибших членов экипажей этих судов нет.

### Франция

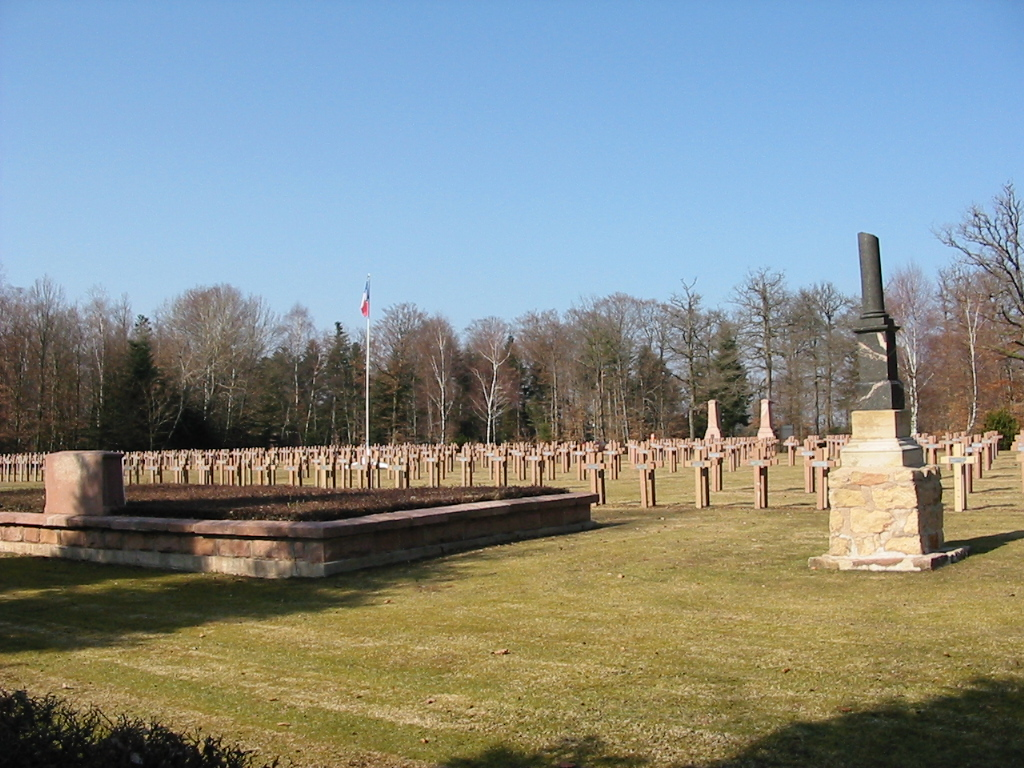
Французское военное кладбище в Чипотте

Франция понесла огромные потери в Первой мировой войне, как среди военнослужащих, так и среди гражданского населения. Точное число погибших установить невозможно, но, по современным оценкам, потери французской армии составляют около 1 325 000 человек. Если учитывать потери колониальных войск и иностранных граждан, служивших во французской армии, то число погибших возрастает до 1 400 000. Кроме того, к этому числу следует добавить неустановленное количество солдат, умерших от ран после возвращения с фронта, и потери эльзасцев и лотарингцев, служивших в германской армии. Наиболее кровопролитным был 1915 год. Пехота, особенно младшие офицеры, понесла непропорционально большие потери. В течение войны французское командование испытывало трудности с учётом потерь и намеренно скрывало информацию о них, чтобы не подрывать боевой дух. Оценки числа погибших гражданских лиц разнятся, но, вероятно, значительно превышают 40 000 человек. Причинами гибели гражданского населения были боевые действия (особенно обстрелы городов), оккупация, а также пандемия «испанского гриппа», унёсшая около 210 000 жизней (включая военных). Война также привела к «демографической яме» – нехватке около 1,5 миллиона рождений. Потери, понесённые Францией, стали основой для формирования идентичности ветеранов, а память о погибших стала предметом политических манипуляций и «конкуренции памяти» между различными группами.
Историк Волков привёл данные, что доля мобилизованных Франции к общему числу мужчин в возрасте 15—49 лет составила 79 %, при этом на каждую тысячу мобилизованных пришлось 168 убитых и умерших, соответственно на каждую тысячу мужчин в возрасте 15—49 лет Франция потеряла 133 человека, а потери в пересчёте на каждую тысячу жителей Франции составили 34 человека.

### Черногория

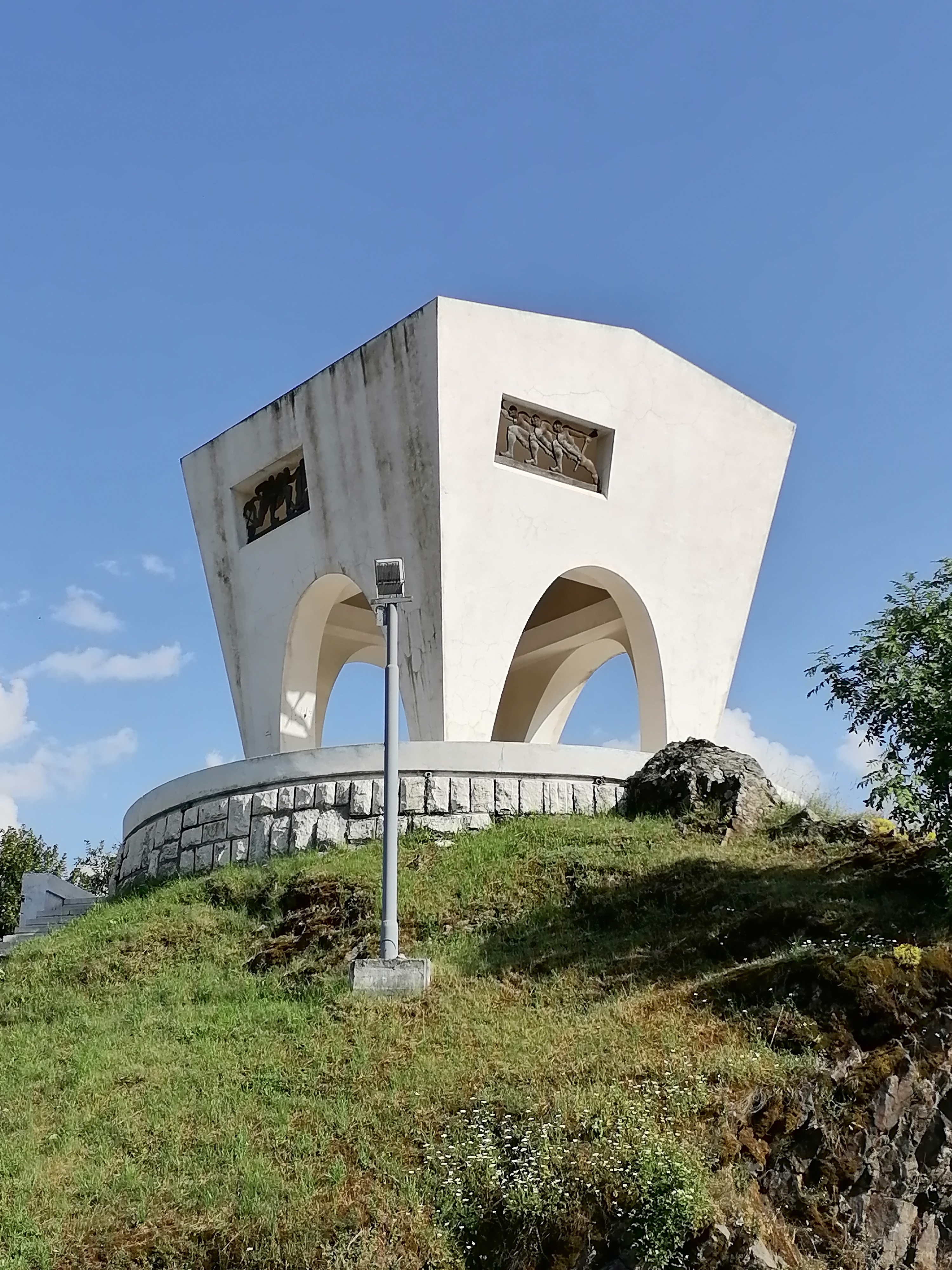
Памятник воинам, павшим в битве при Мойковаце

Черногория вступила в Первую мировую войну на стороне Сербии, несмотря на истощение в результате Балканских войн. После мобилизации черногорская армия насчитывала 35 000 человек, но к моменту общего наступления австро-венгерских войск в начале 1916 года её численность возросла до 43 000 человек, в то время как противник имел около 150 000 солдат и значительное превосходство в артиллерии (950 орудий против 140). Черногорская армия, фактически находившаяся под командованием сербского генерального штаба, понесла тяжёлые потери в ходе боевых действий, особенно в Санджаке и на Ловченском фронте. Несмотря на победу в Мойковацкой битве (6-7 января 1916 года), стратегическое положение Черногории было крайне тяжёлым, и в январе 1916 года страна была оккупирована австро-венгерскими войсками. 
Помимо людских потерь на суше, Черногория потеряла шесть малых парусных судов, потопленных австро-венгерской подводной лодкой k.u.k. U12 в марте 1915 года: «Buona Forte», «Fiore Di Dulcigno», «Fiore I», «Hailie», «Hilussie» и «Indaverdi». Общий тоннаж этих судов известен лишь приблизительно, поскольку для большинства из них он не указан, а для двух других составляет всего 6 брт.
Большинство авторов приводят цифру около 20 000 жертв, как военных, так и гражданских в Черногории, что составило свыше 40% мобилизованных или около 10% населения. В тоже время другие авторы утверждают, что Черногория потеряла 39 000 человек. Учитывая, что летом 1918 года появилась так называемая «испанка» (испанский грипп), и не все смерти были зафиксированы, такие потери не исключены. Согласно книге «Spomenica za otadžbinu – Ljudski gubici Crne Gore u Prvom svjetskom ratu», подготовленной Милошем Войиновичем и Тадией Бошковичем, потери Черногории составили около 17 000 человек, включая 1000 гражданских лиц, погибших в ходе боевых действий, оккупации и в австро-венгерских лагерях. Книга содержит поименный список погибших, структурированный по племенным единицам, срезам и батальонам. Также в ней задокументирована судьба 400 добровольцев, погибших у порта Медова. Материальные потери оцениваются в 723 миллиона франков.

### Эквадор
Эквадор сохранял нейтралитет на протяжении большей части Первой мировой войны и разорвал дипломатические отношения с Германией лишь в 1917 году, но не объявлял ей войну. Причиной разрыва стало поведение немецкого посла, а не неограниченная подводная война, которая в первую очередь затрагивала страны с активным морским сообщением с Европой, в отличие от тихоокеанского Эквадора, не имевшего значительного торгового флота. Прямые военные потери отсутствуют, поскольку эквадорские вооружённые силы не принимали участия в боевых действиях. Тем не менее, известно о добровольном зачислении четырёх эквадорских офицеров во французскую армию, дальнейшая судьба которых неизвестна. Кроме того, был зафиксирован случай интернирования эквадорского гражданина Саломона Филлипса в Германии, но он был впоследствии освобожден благодаря усилиям эквадорского правительства.
По оценке историка Джорджа Бейкера, Эквадор понёс в Первой мировой войне потери, сравнимые с потерями Панамы. Эквадор воздержался от предъявления требований о репарациях Германии на Парижской мирной конференции.

### Южно-Африканский Союз
Южно-Африканский Союз (ЮАС), будучи доминионом Британской империи, вступил в Первую мировую войну на стороне Антанты. Общее число погибших южноафриканцев (включая белых, цветных и чернокожих военнослужащих, а также гражданских лиц, служивших в армии) превысило 6600 человек, а общее число потерь (убитые, раненые, пропавшие без вести) достигло 18 600. Основные боевые действия с участием южноафриканских войск велись в Германской Юго-Западной Африке (Намибия), Германской Восточной Африке (Танзания) и на Западном фронте во Франции. В Восточной Африке большая часть потерь была вызвана болезнями. На Западном фронте южноафриканская бригада понесла тяжёлые потери, особенно в битве при Дельвильском лесу (часть битвы на Сомме). Более 600 чернокожих южноафриканцев, служивших в Южноафриканском туземном трудовом корпусе (SANLC), погибли в результате крушения войскового транспорта «Менди» в 1917 году. Кроме того, около 1000 человек погибли или были ранены во время восстания буров-африканеров в 1914 году, выступавших против участия ЮАС в войне на стороне Великобритании.

### Япония

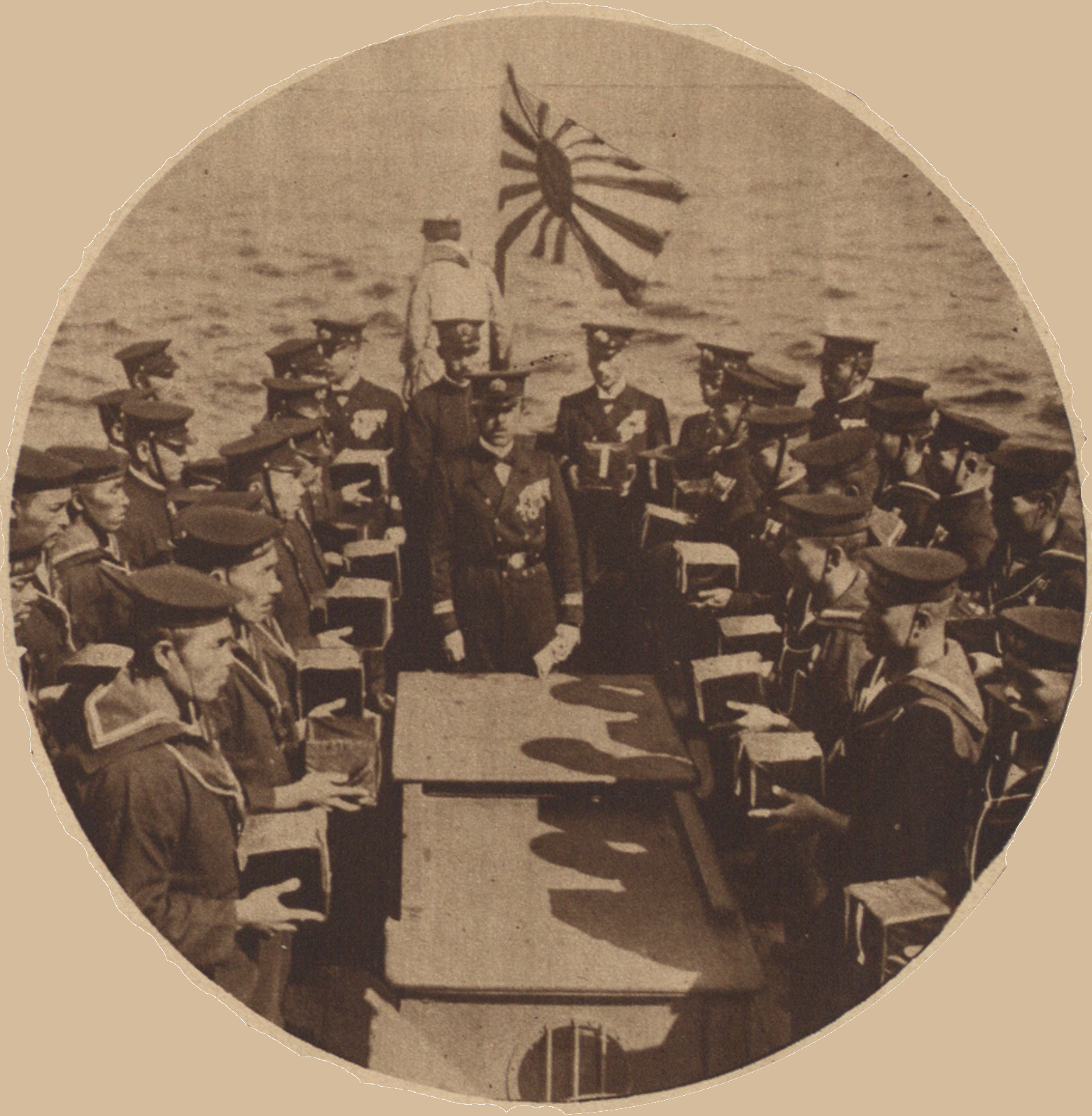
Японские моряки держат ящики с кремированными останками экипажа японского эсминца, поврежденного австро-венгерской подводной лодкой

Потери Японии в Первой мировой войне являются предметом дискуссий, поскольку разные источники приводят значительно отличающиеся друг от друга данные. Официальные японские данные, представленные Международному бюро труда Лиги Наций в 1924 году, указывают на 800 000 мобилизованных и 4661 погибших и пропавших без вести. Храм Ясукуни, почитающий души погибших за Японию, содержит списки 4850 погибших в Первой мировой войне. Военное министерство США оценивает общую численность мобилизованных японцев в 800 000 человек, а общие потери — в 1210 человек (включая 300 убитых и умерших, 907 раненых и 3 пленных).
Немецкий историк, специализирующийся на осаде Циндао, в своей работе, посвящённой потерям при осаде, указывает на значительные расхождения в оценках потерь японской армии, приводимых в различных источниках. Он отмечает, что оценки в англо-американских источниках (около 300 погибших) значительно ниже оценок, приводимых в немецких источниках, стремившихся преувеличить потери противника. Основываясь на данных японского мемориала в Циндао, историк приходит к выводу о 1014 погибших японских солдатах при осаде (676 из армии и 338 из флота). Он предполагает, что общее число погибших японцев в войне составляет не менее 2000 человек, учитывая потери флота в других инцидентах, таких как взрывы на крейсере «Tsukuba» (305 погибших) и линкоре «Kawachi» (более 500 погибших), а также торпедирование эсминца «Sakaki» (68 погибших).
В результате действий немецких подводных лодок, было потоплено 27 японских торговых судов общим тоннажем 111 695 брт и повреждено одно судно (5749 брт). Среди потопленных судов: «Bandai Maru» (3227 брт), «Chinto Maru» (2592 брт), «Daiten Maru» (4555 брт), «Daiyetsu Maru» (3184 брт), «Hikosan Maru» (3555 брт), пассажирский пароход «Hirano Maru» (7936 брт), «Ikoma Maru» (3048 брт), «Kageshima Maru» (4697 брт), «Kenkoku Maru» (3217 брт), «Kisagata Maru No. 3» (2588 брт), «Kohina Maru» (3164 брт), «Miyazaki Maru» (7892 брт), «Moyori Maru» (3746 брт), «Nagata Maru» (3521 брт), «Sawa Maru» (2578 брт), «Senju Maru» (4340 брт), «Shigizan Maru» (2828 брт), «Shinsan Maru» (3312 брт), «Shinsei Maru» (3060 брт), «Taizan Maru» (3527 брт), «Taki Maru» (3208 брт), «Tansan Maru» (2443 брт), «Temmei Maru» (3360 брт), «Tokuyama Maru» (7029 брт), «Tosho Maru» (3038 брт), пассажирский пароход «Yasaka Maru» (10932 брт) и «Yasukuni Maru» (5118 брт). Повреждено было судно «Kawachi Maru» (5749 брт). 
Немецкий исследователь Вильгельм Дегён упоминает о 106 японских военнопленных в Германии по состоянию на 10 октября 1918 года, включая экипаж судна «Hitachi Maru», а также японских гражданских лиц, захваченных с иностранных судов. Кроме того, японские военные представители в Европе также несли потери. Известно, что 9 июля 1917 года в результате взрыва на британском линкоре HMS Vanguard погиб японский военный атташе при Королевском флоте коммандер Кёсукэ Это. Также существуют сведения о гибели японских добровольцев, воевавших на стороне Российской империи. 

#### Корея
Война оказала влияние на жизнь в Корее. Некоторые иностранные резиденты, в том числе француз Морис Доги (Maurice Daugy), покинули Корею, чтобы сражаться на стороне своих стран, и погибли в Европе. Неизвестное число немецких резидентов, уехавших для участия в войне на стороне Германии, также могли понести потери. Экономика Кореи испытала как положительное, так и отрицательное воздействие: с одной стороны, корейские предприятия получили крупные заказы от союзников (в частности, от России), с другой стороны, многие западные предприятия и организации были вынуждены сократить или приостановить деятельность из-за нехватки рабочей силы. После вступления Японии в войну, собственность, принадлежавшая гражданам Германии, была конфискована японскими властями. Несколько корейских добровольцев сражалось в российской армии. По меньшей мере, шесть этнических корейцев попали в немецкий плен.

#### Тайвань
Тайвань, с 1895 года находившийся под японским колониальным управлением, не участвовал непосредственно в боевых действиях Первой мировой войны, так как европейские сражения происходили далеко от острова, а его жители не призывались в армию или на трудовые работы для военных нужд. Однако война затронула Тайвань косвенно через японскую имперскую политику.  Восстание в храме Силайань (Xilai’an) в 1915 году, вызванное недовольством колониальным режимом, привело к потерям: после разгрома повстанцев колониальной армией погибло неустановленное число участников с обеих сторон. 

## Потери нейтральных государств
Однако людские потери не исчерпываются потерями воюющих государств. Несли потери и нейтральные государства, прежде всего за счет моряков торговых судов, потопленных флотами воюющих держав.

### Албания
Число албанцев (включая комбатантов), которые были убиты или умерли во время Первой мировой войны, оценивается примерно в 70 000 человек, что составляет примерно от 10% населения страны. Кроме того, австро-венгерскими подводными лодками U4, U15 и U16 было потоплено семь албанских парусных судов: «Erzen» (25 брт), «Figlio Preligiona» (80 брт), «Fiore Albania» (62 брт, возможно патрульное), «Fiore Del Mare» (13 брт, возможно патрульное), «Gjovadje» (тоннаж неизвестен), «Halil» (3 брт) и «Papagallo» (10 брт). Общий тоннаж потопленных судов составил 193 тонны.

### Андорра
Известно, что как минимум трое граждан Андорры (Валенти Науди, Жозеп Эстань и Рене́ Юге) добровольно вступили во французскую армию, но сведений об их дальнейшей судьбе нет. Экономика Андорры, и без того находившаяся в кризисе, пострадала от войны из-за девальвации французского франка и упадка французской промышленности. В 1918-1920 годах Андорра, как и многие другие страны, пострадала от пандемии «испанского гриппа». Зарегистрировано около 200 случаев заболевания и около 50 смертей, главным образом в южных приходах, граничащих с Испанией. 

### Аргентина

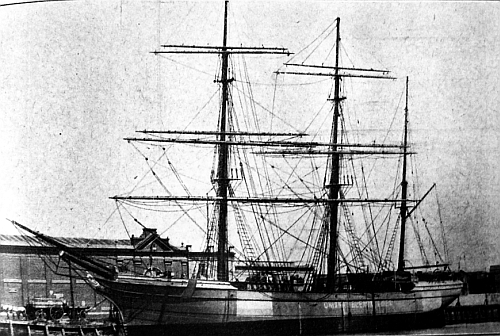
Аргентинский парусник «Ориана», потопленный 6 июня 1917 года немецкой подводной лодкой.

Аргентина сохраняла нейтралитет на протяжении всей Первой мировой войны, но её торговый флот понёс потери в результате действий германских подводных лодок. Было потоплено три аргентинских судна: вспомогательный моторный корабль «Ministro Iriondo» (1753 тонны) 26 января 1918 года, парусник «Monte Protegido» (281 тонна) 4 апреля 1917 года и парусник «Oriana» (1015 тонн) 6 июня 1917 года. Все три судна были потоплены в европейских водах.  
Кроме того, в ноябре 1915 года британский военный корабль «Orama» захватил аргентинский пароход «Presidente Mitre», шедший под аргентинским флагом. Британские власти оправдали захват тем, что судно, хотя и было зарегистрировано в Аргентине, принадлежало дочерней компании немецкой фирмы. Этот инцидент вызвал возмущение в Аргентине, поскольку был воспринят как нарушение суверенитета страны. Аргентинское правительство выразило протест, но в конечном итоге приняло условия Великобритании, которая согласилась вернуть судно, но без выплаты каких-либо компенсаций и с оговоркой, что оставляет за собой право на подобные действия в будущем. В мае 1915 года британский крейсер «Glasgow» захватил аргентинский парусник «Pax», направлявшийся в Стокгольм. Британские власти оправдывали захват тем, что судно, хотя и было зарегистрировано в Аргентине, предположительно имели связи с Германией. 

### Дания
Потоплено 275 датских судов, погибли 700 моряков.

#### Исландия
Исландия, находившаяся в то время под управлением Дании и официально сохранявшая нейтралитет, тем не менее, понесла потери в Первой мировой войне. Около 1200 исландцев, преимущественно иммигранты в Северной Америке («западные исландцы»), воевали на стороне Антанты, главным образом в составе канадской армии. Из них 144 человека погибли, и сотни получили ранения. Также, исландка Кристин Фридриксдоттир (Christine Fredrickson), служившая медсестрой в канадской армии, умерла от испанского гриппа. Кроме того, немецкими подводными лодками были потоплены три исландских судна: парусник «Afram», рыболовное судно «Gullfaxi» и траулер «Njordur», общим тоннажем 367 тонн.

#### Фареры
Фарерские острова, являясь частью нейтрального Королевства Дания, избежали прямого участия в боевых действиях, но понесли косвенные потери. Неограниченная подводная война, объявленная Германией, привела к потоплению нескольких фарерских рыболовных судов, в частности, восьми шлюпов 23 мая 1917 года, однако, благодаря хорошей погоде, фарерские экипажи судов остались живы, и смогли на шлюпках добратся до берега. Фарерцы, проживавшие за границей, участвовали в войне в составе армий других стран: Софус Йоханнесен, служивший в британской армии, погиб на Западном фронте в 1918 году, и Самуэль Петер Петерсен погиб на Западном фронте в апреле 1917 года, Кристиан Людвиг Петерсен (канадская армия) и Никодимус Фредерик Никодимуссен (армия США) были тяжело ранены. Война вызвала серьезные экономические трудности, нарушение линий снабжения, рост цен и дефицит товаров, что негативно сказалось на уровне жизни населения.

### Испания
Потоплено 66 кораблей, погибли свыше 100 моряков.

### Иран
По разным оценкам, от двух до 10 миллионов иранцев умерли от голода и болезней в 1917-1919 года, вызванных также военным присутствием иностранных сил и военными действиями на территории страны.

### Лихтенштейн

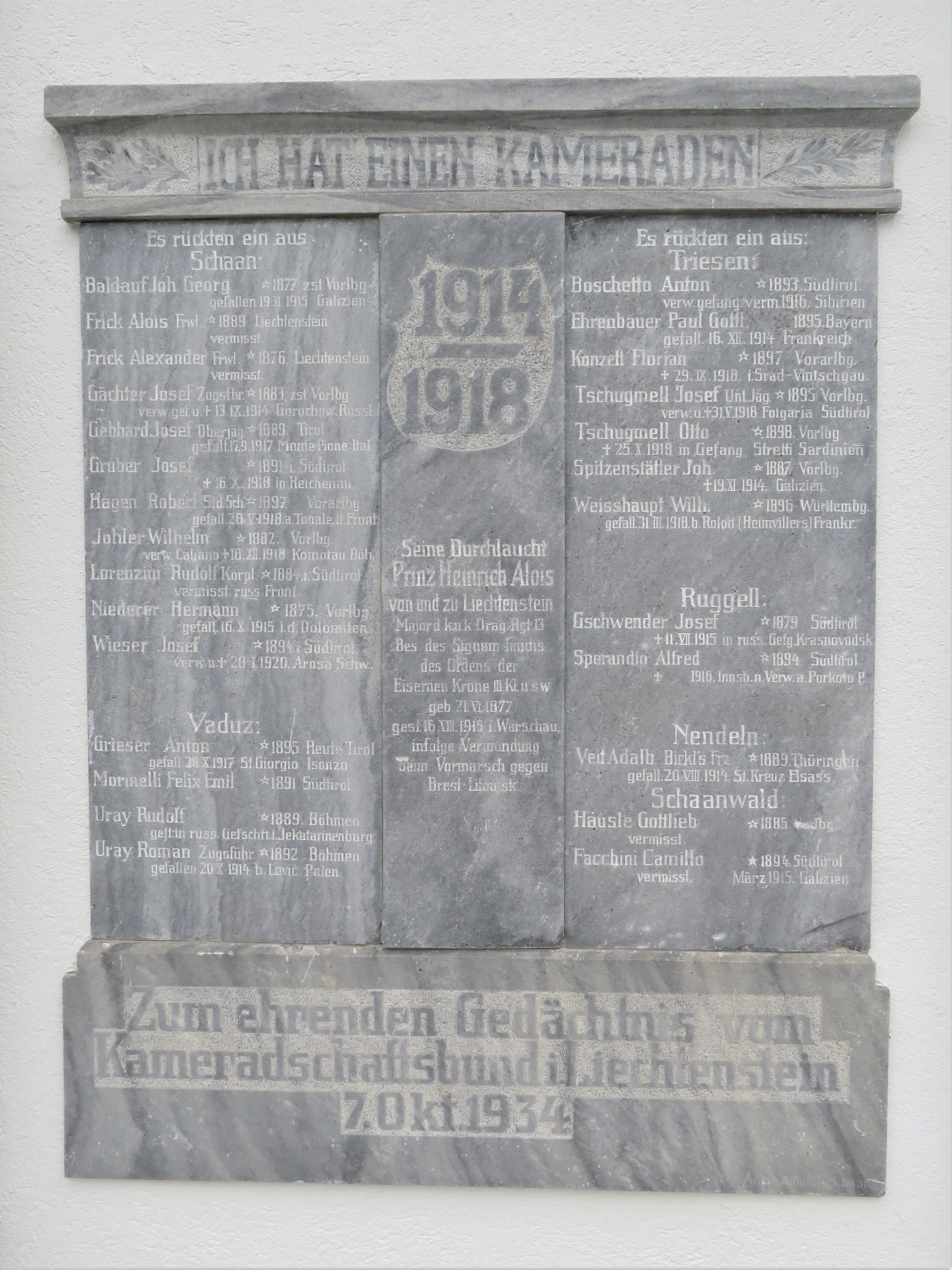
Мемориальная доска павшим лихтенштейнским добровольцам в Первой мировой войне на кладбище у часовни в Шане.

Война оказала значительное влияние на княжество. Из-за тесных связей с Австро-Венгрией Лихтенштейн испытал экономические трудности, связанные с нехваткой продовольствия и сырья, инфляцией австрийской кроны и торговой блокадой со стороны Антанты. Двадцать семь иностранных граждан, проживавших в Лихтенштейне и призванных в армии своих стран (в основном Австрии и Германии), погибли или пропали без вести. Кроме того, четверо граждан Лихтенштейна, добровольно вступивших в германскую и австрийскую армии, не вернулись с войны. Член княжеской семьи, принц Генрих Алоиз Лихтенштейнский, умер от ран, полученных на войне. Граждане Лихтенштейна, проживавшие за границей в странах Антанты, подвергались интернированию, а их имущество было конфисковано. Война привела к росту государственного долга.

### Монако
Восемь из восьмидесяти мобилизованных монегасских карабинеров (которые были французами по национальности) погибли на фронте. Неустановленное число монегасков служило добровольцами во французской армии, и часть из них также не вернулась домой. Société des Bains de Mer (SBM), ключевое предприятие Монако, потеряло 98 сотрудников-французов, 33 итальянца и 9 бельгийцев. Лицей Монако потерял 14 человек: преподавателя и 12 бывших учеников (включая одного итальянца).

### Норвегия
Потоплено 889 судов, погибло около 2000 моряков.

### Нидерланды
Потоплено 147 судов, погибли 1025 моряков.

### Швеция
Потоплено несколько сот кораблей, погибло около 700 моряков.

### Швейцария
Около 200 швейцарских военнослужащих погибли в примерно 1000 инцидентов на границах с участием войск воюющих держав.

## Статистика потерь
| Воюющие страны               | Население (на 1914 год) | Мобилизовано солдат | Погибло солдат (все причины) | Ранено солдат | Пленные солдаты | Потери мирных жителей |
| ---------------------------- | ----------------------- | ------------------- | ---------------------------- | ------------- | --------------- | --------------------- |
| Российская империя           | 175 137 800             | 15 378 000          | 2 254 369                    | 3 749 000     | 3 342 900       | 1 070 000             |
| Франция                      | 39 601 509              | 7 900 000           | 1 397 800                    | 2 800 000     | 506 000         | 160 000               |
| Великобритания               | 46 037 900              | 4 970 902           | 994 138                      | 1 662 625     | 170 389         | 3000                  |
| Италия                       | 35 597 800              | 5 903 140           | 1 240 000                    | 953 886       | 569 000         | 80 000                |
| Греция                       | 5 463 000               | 353 000             | 176 000                      | 21 000        | 16 000          | 15 000                |
| США                          | 99 111 000              | 4 734 991           | 117 000                      | 204 002       | 4500            | 757                   |
| Бельгия                      | 7 638 800               | 500 000             | 120 637                      | 78 624        | 46 686          | 10 000                |
| Румыния                      | 7 560 000               | 1 234 000           | 219 800                      | 200 000       | 240 000         | 270 000               |
| Сербия                       | 4 428 600               | 707 343             | 127 535                      | 133 148       | 152 958         | 340 000               |
| Португалия                   | 6 069 900               | 53 000              | 7222                         | 13 751        | 12 318          | 923                   |
| Британская Индия             | 321 800 000             | 1 440 437           | 64 449                       | 128 000       | 11 264          | 6 000 000             |
| Японская империя             | 52 312 100              | 30 000              | 415                          | 907           | 3               |                       |
| Канада                       | 7 692 800               | 628 964             | 56 639                       | 149 732       | 3729            | 3830                  |
| Австралия                    | 4 921 800               | 412 953             | 59 330                       | 152 171       | 4084            | 6300                  |
| Новая Зеландия               | 1 149 200               | 128 525             | 16 711                       | 41 317        | 498             |                       |
| Ньюфаундленд                 | 250 000                 | 11 922              | 1204                         | 2314          | 150             |                       |
| Южно-Африканский Союз        | 6 465 000               | 136 070             | 7121                         | 12 029        | 1538            |                       |
| Китайская Республика         | 441 958 000             | 175 000             | 10 000                       |               |                 | 500                   |
| Черногория                   | 440 000                 | 60 000              | 13 325                       | 10 000        | 8000            | 20 000                |
| Африканские колонии Франции  | 52 700 000              | 1 394 500           | 115 000                      | 266 000       | 51 000          |                       |
| Карибы                       |                         | 21 000              | 1000                         | 3000          |                 |                       |
| Всего Антанта                | 1 315 140 409           | 45 073 747          | 6 985 724                    | 10 581 506    | 5 141 017       | 7 980 310             |
| Германская империя           | 67 790 000              | 13 251 000          | 2 037 000                    | 2 108 029     | 496 555         | 67 500                |
| Австро-Венгрия               | 52 749 900              | 9 000 000           | 1 496 200                    | 2 600 000     | 2 220 000       | 420 000               |
| Болгария                     | 4 535 000               | 685 000             | 88 224                       | 155 023       | 24 619          | 105 000               |
| Османская империя            | 21 373 900              | 2 998 321           | 804 000                      | 763 753       | 145 104         | 2 800 000             |
| Африканские колонии Германии | 12 300 000              |                     | 14 000                       | 31 085        |                 | 720                   |
| Всего Тройственный союз      | 158 748 800             | 25 934 321          | 4 452 321                    | 7 765 919     | 3 428 832       | 3 460 000             |
| Всего                        | 1 473 889 209           | 71 008 068          | 10 066 671                   | 18 347 425    | 8 569 849       | 11 440 310            |

Точное количество потерь военнослужащих определить затруднительно, поскольку в ходе войны стороны нередко использовали коллективные захоронения (в виде братских могил), в том числе массовые, часть захоронений была уничтожена в ходе боевых действий.

### Комментарии
1. ↑  Из них убито в бою или умерли от ран 28 958, умерло от болезней, пропало без вести и впоследствии не были найдены 28 587, умерло в плену 1 002.
2. ↑  из них тяжело раненых и уволенных со службы 348 508
3. ↑  643 614 вместе с умершими от ран (17 174)
4. ↑  вместе с контуженными и отравленными при газовых атаках
5. ↑  При расчёте убитых Н. Н. Головин исходил из максимально возможного вычисленного им числа раненых (4 200 000), предполагая, что соотношение числа убитых и числа раненых в русской армии было таким же, как во Франции и в Германии (примерно 1:3.23), и что в Русской армии число умерших от ран было больше, чем во Франции или Германии — хотя на этот счёт он сам даёт и противоположную статистику
6. ↑  4 200 000 раненых, из которых умерло 350 000 — умершие от ран отнесены Н. Головиным в число погибших (1 300 000). У Н. Н. Головина 4 200 000 раненых — это также расчётное число
7. ↑  В 1918 году вспыхнула пандемия испанского гриппа, которая унесла жизни десятки миллионов людей. В статье не указана численность, умерших от «испанки».
8. ↑  Всего в России в 1914 году было 40 млн мужчин призывного возраста
9. ↑  Из них погибло от военных действий 340 000, голода и болезней 730 000 (В. Эрлихман. Потери народонаселения в XX веке. Справочник. — М., 2004. — С. 132).
10. ↑  Всего во Франции в 1914 году было 9 981 000 мужчин призывного возраста
11. ↑  Из них убито в бою 619 600, пропали без вести и впоследствии не были найдены 242 900, умерло от газовых атак 8000, умерло от ран 220 000, умерло от болезней 170 000, в плену умерло 18 964, несчастные случаи и самоубийства 14 000.
12. ↑  Из них погибло от военных действий 130 000, голода и болезней 30 000
13. ↑  Из них англичан 4 006 158, валлийцев 272 924, шотландцев 557 618, ирландцев 134 202 (Some Great War statistics  (недоступная ссылка) Архивная копия от 1 мая 2010 на Wayback Machine)
14. ↑  Всего в Великобритании в 1914 году было 11 539 000 мужчин призывного возраста
15. ↑  Все погибли в результате военных действий
16. ↑  Всего в Италии в 1914 году было 7 767 000 мужчин призывного возраста
17. ↑  Из них убито в бою, пропало без вести и впоследствии не были найдены 373 000 (в это число входит умершие от газовых атак 4627, умершие от ран 47 000, умершие от болезней 79 000 и погибших в результате несчастных случаев 6000), умерло в плену (по официальной статистике) 90 000.
18. ↑  Из них только в одной битве при Капоретто немецко-австрийскими войсками было взято в плен 335 000 итальянцев.
19. ↑  Из них погибло от военных действий 10 000, голода и болезней 70 000
20. ↑  Всего в Греции в 1914 году было 1 235 000 мужчин призывного возраста
21. ↑  Из них убито в бою 6365, пропало без вести и впоследствии не были найдены 3255, умерло от ран 2000, 15 000 умерло от болезней.
22. ↑  Из них погибло от военных действий 5000, голода и болезней 10 000
23. ↑  Из них в Европу было переправлено — 2 056 000 солдат
24. ↑  Всего в США в 1914 году было 25 541 000 мужчин призывного возраста
25. ↑  Из них убито в бою, пропало без вести и впоследствии не были найдены 37 000, умерло от ран 14 000, умерло от газовых атак 1462, умерло от болезней 58 000, несчастные случаи 4421, самоубийства 272, убийства 154, в плену умерло 400
26. ↑  Из них 128 человек погибло во время крушения лайнера «Лузитания».
27. ↑  Всего в Бельгии в 1914 году было 1 924 000 мужчин призывного возраста
28. ↑  Из них убито в бою или умерли от ран 28 958, умерло от болезней, пропало без вести и впоследствии не были найдены 28 587, умерло в плену 1002
29. ↑  Всего в Румынии в 1914 году было 1 900 000 мужчин призывного возраста
30. ↑  Из них погибло от военных действий 120 000, голода и болезней 150 000
31. ↑  Всего в Сербии в 1914 году было 1 115 000 мужчин призывного возраста
32. ↑  Из них убито в бою, умерло от ран, пропало без вести и впоследствии не были найдены 45 000, в плену умерло (по официальной статистике) 72 553.
33. ↑  Из них погибло от военных действий 110 000, голода и болезней 230 000
34. ↑  Всего в Португалии в 1914 году было 1 315 000 мужчин призывного возраста
35. ↑  Из них убито в бою, пропали без вести и впоследствии не были найдены 5000, умерло от ран 1000, умерло от болезней 1000.
36. ↑  Всего в Британской Индии в 1914 году было 82 600 000 мужчин призывного возраста
37. ↑  Из них убито в бою, пропало без вести и впоследствии не были найдены 24 000, умерло от ран 3000, в плену умерло 3500
38. ↑  Все погибли от голода и болезней
39. ↑  Всего в Канаде в 1914 году было 2 320 000 мужчин призывного возраста
40. ↑  Из них убито в бою 39 739, пропало без вести и впоследствии не были найдены 801, умерло от газовых атак 325, умерло от ран 13 340, умерло от болезней 3919, в плену умерло 397, несчастные случаи и самоубийства 809.
41. ↑  Всего в Австралии в 1914 году было 1 370 000 мужчин призывного возраста
42. ↑  Из них убито в бою, пропало без вести и впоследствии не были найдены 41 000, умерло от ран 12 000, несчастные случаи 1029.
43. ↑  Всего в Новой Зеландии в 1914 году было 320 000 мужчин призывного возраста
44. ↑  Из них убито в бою, пропало без вести и впоследствии не были обнаружены 10 000, умерло от ран 4000, в плену умерло 60
45. ↑  Всего в Южно-Африканском Союзе в 1914 году было 1 700 000 мужчин призывного возраста
46. ↑  Из них убито в бою, пропало без вести и впоследствии не были обнаружены 4 000, умерло от ран 1000, в плену умерло 100
47. ↑  Всего в Китае было порядка 114 025 000 мужчин призывного возраста
48. ↑  В основном это были не солдаты, а рабочие-добровольцы.
49. ↑  В основном умершие от болезней.
50. ↑  Мирные жители Китая, потопленные немецкими подводными лодками.
51. ↑  Всего в Черногории в 1914 году было 110 000 мужчин призывного возраста
52. ↑  В плену умерло 2000
53. ↑  Из них погибло от военных действий 10 000, голода и болезней 10 000
54. ↑  Всего в Африканских колониях Франции в 1914 году было 13 200 000 мужчин призывного возраста
55. ↑  Всего в Германской империи в 1914 году было 16 316 000 мужчин призывного возраста
56. ↑  Из них погибло от военных действий 2500, голода и болезней 65 000
57. ↑  Из них австрийцев — 2 250 000, венгров — 2 070 000, чехов и словаков — 1 530 000, югославов — 990 000, поляков — 720 000, украинцев — 720 000, румын — 630 000, итальянцев — 90 000
58. ↑  Всего в Австро-Венгрии в 1914 году было 12 176 000 мужчин призывного возраста
59. ↑  Из них в плену умерло (по официальной статистике) 478 000, умерло от болезней и от ран (по официальной статистике) 300 000.
60. ↑  Из них австрийцев — 410 000, венгров — 810 000, румын — 450 000, чехов и словаков — 380 000, югославов — 400 000
61. ↑  Из них австрийцев — 280 000, венгров — 670 000, чехов и словаков — 350 000, югославов — 170 000, остальные народы — 20 000
62. ↑  Из них погибло от военных действий 120 000, голода и болезней 300 000
63. ↑  Всего в Болгарии в 1914 году было 1 100 000 мужчин призывного возраста
64. ↑  Из них убито в бою 48 917, умерло от ран 13 198, умерло от болезней 24 497, несчастные случаи 888, в плену умерло 8000
65. ↑  Из них погибло от военных действий 5000, голода и болезней 100 000
66. ↑  Всего в Османской империи было 5 425 000 мужчин призывного возраста
67. ↑  Из них убито в бою 236 707, умерло от ран 68 378, умерло от болезней 466 759, в плену умерло 16 000.
68. ↑  Из них погибло от военных действий 100 000, голода и болезней 500 000. Также в ходе геноцида армян погибло 1 000 000, геноцида айсоров (ассирийцев) — 500 000, турок и курдов — 500 000, греков — 100 000, других народов — 100 000.